# Eurovision Song Contest 2023
Der 67. Eurovision Song Contest fand vom 9. Mai 2023 bis zum 13. Mai 2023 in der britischen Stadt Liverpool statt. Nachdem die ukrainische Band Kalush Orchestra mit dem Titel Stefania den Eurovision Song Contest 2022 in Turin (Italien) im Vorjahr gewonnen hatte, wäre eigentlich die Ukraine Ausrichter gewesen. Wegen des Überfalls Russlands auf die Ukraine entschied die EBU aber im Juni 2022, dass eine Austragung dort nicht möglich sei. Die EBU beauftragte daraufhin die BBC, deren Beitrag 2022 den zweiten Platz erreichte, gemeinsam mit Ukraines Rundfunkanstalt UA:Suspilne mit der Ausrichtung des Wettbewerbes.
Den Wettbewerb gewann Loreen für Schweden mit dem Song Tattoo. Dies war der insgesamt siebte Erfolg für Schweden beim Eurovision Song Contest und der zweite Sieg für Loreen nach ihrem ersten Triumph beim ESC 2012 in Baku. Sie ist damit die zweite Person nach Johnny Logan, der dies gelungen ist. Schweden erreichte im Juryvoting den ersten und im Televoting den zweiten Platz. Zweiter wurde Käärijä, der mit seinem Lied Cha Cha Cha für Finnland die Zuschauerabstimmung gewann. Den dritten Platz erreichte die für Israel antretende Noa Kirel mit ihrem Song Unicorn. Österreich, das seit 2018 erstmals wieder das Finale erreichen konnte und vom Duo Teya & Salena vertreten wurde, erreichte Platz 15. Die Schweiz, vertreten durch Remo Forrer, belegte im Finale mit 92 Punkten den 20. Platz. Deutschlands Teilnehmer Lord of the Lost wurden Letzte, wobei die Band drei Punkte von den Jurys und 15 Punkte von den Zuschauern erhielt. Es war der bereits neunte letzte Platz für Deutschland beim Wettbewerb.

## Austragungsort
Bereits vor dem Finale 2022 äußerte der isländische Sender RÚV Interesse, den Eurovision Song Contest 2023 auszutragen, falls die Ukraine oder Australien gewinnen sollte. Als möglicher Austragungsort wurde die Egilshöll in der Hauptstadt Reykjavík in Betracht gezogen.
Auch die schwedische Hauptstadt Stockholm bot sich an, bei einem eventuellen Sieg der Ukraine die Austragung zu übernehmen. Anna König Jerlmyr, die Bürgermeisterin der Stadt, brachte mit der Avicii Arena (ehemals Globen Arena) einen konkreten Austragungsort ins Spiel. Die Avicii Arena war bereits Austragungsort des Wettbewerbs in den Jahren 2000 und 2016.
Madrid, Valencia, Barcelona und Las Palmas de Gran Canaria meldeten vor dem Finale beim spanischen Sender RTVE Interesse an, den Wettbewerb auszutragen, falls es einen spanischen Sieg in Turin gäben sollte.

### Sieg der Ukraine in Turin
Nach dem Erfolg von Kalush Orchestra erklärte der ukrainische Präsident, Wolodymyr Selenskyj, dass der Song Contest im folgenden Jahr in der Ukraine stattfinden solle und äußerte den Wunsch, den Wettbewerb „eines Tages“ in Mariupol auszutragen. Das Büro des Bürgermeisters der Hauptstadt Kiew gab in einem Interview bekannt, dass man bereit wäre, den Song Contest auszutragen, da die notwendige Infrastruktur vorhanden sei.
Als Zweitplatzierter in Turin kam das Vereinigte Königreich mit der öffentlich-rechtlichen Rundfunkgesellschaft BBC als möglicher Austragungsort in Frage. Der damalige britische Wirtschaftsminister, Kwasi Kwarteng, äußerte gegenüber der BBC, dass das Vereinigte Königreich im Fall der Fälle dazu bereit sei, diesen Wettbewerb auszutragen. In der schottischen Presse wurde zu diesem Zeitpunkt über Glasgow als möglichen Austragungsort spekuliert. Nachdem bekannt geworden war, dass die EBU mit der BBC Gespräche über eine mögliche Austragung im Vereinigten Königreich führte, erklärte die BBC, dass dies keine wünschenswerten Umstände seien, man aber dennoch die Möglichkeit einer Austragung diskutiere.
Neben dem Vereinigtem Königreich erklärten sich weitere Fernsehstationen bereit, die Austragung zu übernehmen, sollte die Ukraine nicht dazu in der Lage sein. So bot der Direktor der Rai, Stefano Coletta, an, dass Turin, Austragungsort von 2022, die Veranstaltung erneut austragen könnte. Unterstützt wurde Coletta hierbei von Stefano La Russo, dem Bürgermeister Turins. Der Vorsitzende des polnischen Senders TVP, Jacek Kurski, sagte ebenfalls, dass der Sender der Ukraine helfen würde, den Wettbewerb auszurichten. Dies hätte, laut des Vorsitzenden, jedoch noch mit der polnischen Regierung besprochen werden müssen. Auch die niederländischen Sender AVROTROS und NPO erklärten, dass sie bereit wären, den ESC 2023 zwei Jahre nach 2021 wieder auszurichten. Ein genauer Austragungsort wurde jedoch nicht bekanntgegeben. Die SRG SSR zeigte sich in einem Interview gesprächsbereit gegenüber einer möglichen Austragung des Wettbewerbs in der Schweiz. Es gab hierzu jedoch keine konkreten Gespräche, so der Leiter der Schweizer Delegation, Yves Schifferle.
Am 14. Juni 2022 fand das erste Treffen zwischen den Verantwortlichen der EBU und ihrer Partner sowie Vertretern des ukrainischen Senders UA:Suspilne statt. Eine Austragung wurde in drei zunächst nicht näher definierten Regionen der Ukraine geprüft, die später als Kiew, Lwiw und die Region Transkarpatien bekanntgegeben wurden. Am gleichen Tag gab der Präsident des spanischen Senders, RTVE, bekannt, dass der Wettbewerb nicht in Spanien stattfinden werde, sondern im Vereinigten Königreich, sollte die Ukraine auf eine Austragung verzichten bzw. nicht dazu in der Lage sein.

### Krieg verhindert eine Austragung in der Ukraine
Am 17. Juni 2022 erklärte die EBU, dass der Wettbewerb wegen den andauernden Kämpfen nach der russischen Invasion nicht in der Ukraine ausgetragen werden könne. Nach dieser Absage meldeten neben den britischen Städten Sheffield, Edinburgh, Bristol und Newcastle auch die belgische Hauptstadt Brüssel Interesse an, sich um die Ausrichtung des Wettbewerbs zu bewerben.
Der ukrainische Sender UA:PBC forderte die EBU jedoch auf, weiter über die Austragung in der Ukraine zu diskutieren, aber am 23. Juni 2022 bestätigte die EBU jedoch ihre Entscheidung, die Veranstaltung nicht in der Ukraine zu organisieren.

### Das Vereinigte Königreich springt für die Ukraine ein
Die BBC wurde am 25. Juli 2022 von der EBU mit der Austragung im Namen der Ukraine und somit der Suche nach einem Veranstaltungsort beauftragt. Daraufhin bekundeten weitere britische Städte (Aberdeen, Belfast, Birmingham, Glasgow, Leeds, Liverpool, London und Manchester) ihr Interesse an einer Austragung – darunter auch Brighton, Cardiff, Derry, Prudhoe, Nottingham, Sunderland und Wolverhampton, die dann aber nach der Bekanntgabe der Auswahlkriterien ihre Bewerbung zurückzogen oder nicht weiter verfolgten.
Am 4. August 2022 gab die BBC einen Auswahlprozess aus zwei Runden bekannt:
1. Nach Eingang aller Bewerbungen wurden die Städte, die die Anforderungen für eine Austragung erfüllten und der BBC Antworten in Bezug auf Fähigkeiten und Erfahrung geben konnten, ausgewählt und eine engere Wahl getroffen.
2. Die endgültige Entscheidung über die Auswahl der Gastgeberstadt basierte auf der Kapazität und Fähigkeit einer Stadt oder Region, die Anforderungen der BBC und der EBU zu erfüllen, sowie auf der Verfügbarkeit von Ressourcen und allgemeiner Erfahrung bei der Ausrichtung einer Großveranstaltung wie dem Eurovision Song Contest.

Um als Gastgeberstadt in Betracht gezogen zu werden, mussten die interessierten Städte und Veranstaltungsorte bestimmte Kriterien erfüllen:
- einen internationalen Flughafen, der in höchstens 90 Minuten Fahrzeit erreichbar ist
- über 2000 verfügbare Hotelräume in der Nähe des Austragungsortes
- eine Infrastruktur des Austragungsortes, die für große Veranstaltungen geeignet ist

und folgende Punkte erfüllt:
- - Die Arena muss über ein geschlossenes Dach verfügen.
  - Die Arena muss bei 70 % der maximalen Platzanzahl bei Konzerten Platz für 8000 bis 10000 Zuschauer bieten. Dabei müssen die Bühne und die Produktion für den ESC mit einbezogen werden.
  - Die Arena muss über eine Kapazität verfügen, die eine Produktion auf hohem Niveau ermöglicht. Das schließt einen guten Zugang für Transportgüter in die Arena ein.
  - Die Arena muss über zusätzliche Kapazitäten für ein Pressezentrum, die Delegationsräume, Ankleideräume, Orte für die Interpreten und Mitarbeiter verfügen.
  - Die Arena muss sechs Wochen vor der Veranstaltung zum Aufbau zur Verfügung stehen, zwei Wochen während der Veranstaltung und eine Woche nach der Veranstaltung zum Abbau.

Am 27. Juli 2022 beschloss Birmingham, sich nicht mit der Utilita Arena, dem Austragungsort des Eurovision Song Contests 1998 zu bewerben, sondern mit der Resorts World Arena.

#### Auswahl der Gastgeberstadt

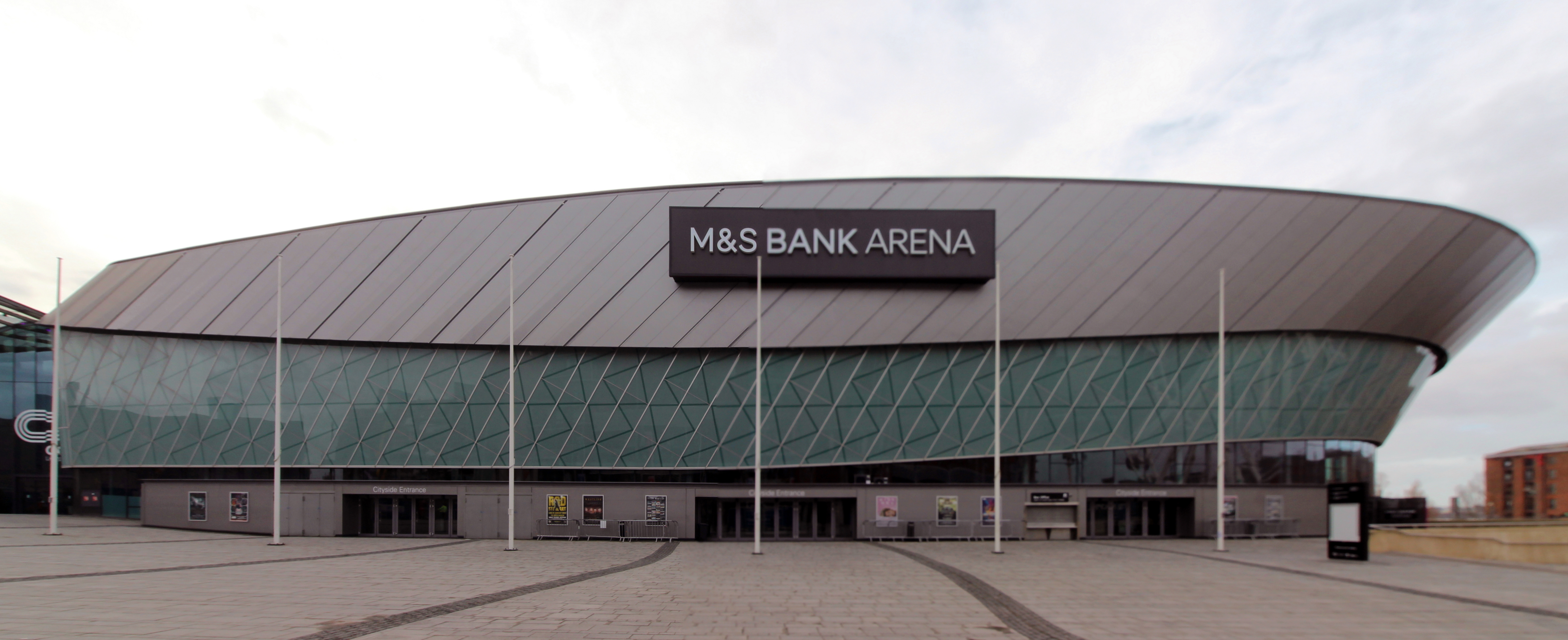
Liverpool Arena, Liverpool

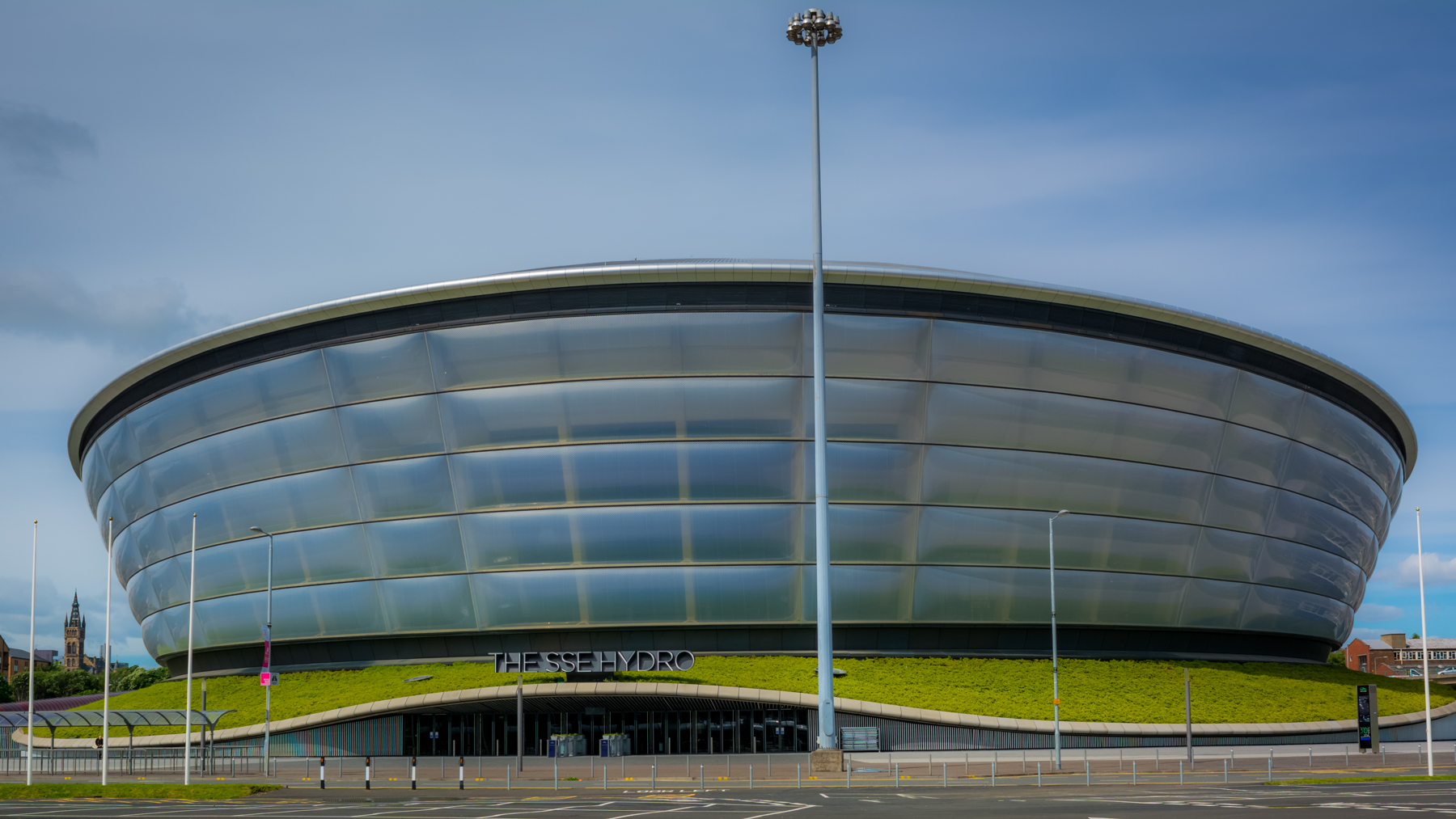
OVO Hydro, Glasgow

Am 12. August reduzierte die BBC die Bewerbungen auf eine engere Auswahl, von denen man ausging, dass sie eine Austragung nach den Kriterien stemmen können. Für Manchester wurden nicht die Arenen Co-op Live und Manchester Central berücksichtigt, sondern die AO Arena.
Am 27. September 2022 veröffentlichte die BBC die Namen der zwei Städte, die die Endauswahl erreicht hatten, Glasgow und Liverpool. Am 7. Oktober 2022 wurde Liverpool im Rahmen der The One Show auf BBC One als Austragungsort bekanntgegeben.
Der ESC findet damit zum neunten Mal im Vereinigten Königreich statt, häufiger als in jedem anderen Land. Zuletzt richtete die BBC die Veranstaltung 1998 in Birmingham aus. Zum letzten Mal war 1980 nicht der Vorjahressieger Ausrichter; damals sprangen die Niederlande für Israel ein.

#### Übersicht der Bewerbungen
| mögliche Gastgeberstadt                                                     | möglicher Austragungsort | Maximale Kapazität (Konzerte) | Bemerkungen |
| Endauswahl                                                                  | Endauswahl               | Endauswahl                    | Endauswahl |
| --------------------------------------------------------------------------- | ------------------------ | ----------------------------- | --- |
| Glasgow                                                                     | OVO Hydro                | 13.000                        | Die Bewerbung wurde vom Glasgow City Council unterstützt. Die Halle war Austragungsort der Commonwealth Games 2014 und der MTV Europe Music Awards 2014. Außerdem war sie Drehort des Films Eurovision Song Contest: The Story of Fire Saga. |
| Liverpool                                                                   | Liverpool Arena          | 11.000                        | Austragungsort der MTV Europe Music Awards 2008. |
| Bewerbungen, die das Auswahlverfahren erreichten, aber nicht die Endauswahl |                          |                               | |
| Birmingham                                                                  | Resorts World Arena      | 15.685                        | Austragungsort der Commonwealth Games 2022. |
| Leeds                                                                       | First Direct Arena       | 13.781                        | – |
| Manchester                                                                  | AO Arena                 | 21.000                        | Austragungsort der Commonwealth Games 2002. |
| Newcastle                                                                   | Utilita Arena Newcastle  | 11.000                        | – |
| Sheffield                                                                   | Utilita Arena Sheffield  | 13.600                        | – |
| Bewerbungen, die das Auswahlverfahren nicht erreichten                      |                          |                               | |
| Aberdeen                                                                    | P&J Live                 | 15.000                        | – |
| Belfast                                                                     | The SSE Arena Belfast    | 14.000                        | Austragungsort der MTV Europe Music Awards 2011. |
| Bristol                                                                     | YTL Arena                | 17.000                        | Der Veranstaltungsort befand sich während des Bewerbungsverfahrens noch im Bau. |
| Darlington                                                                  | The Darlington Arena     | 25.000                        | Der Veranstaltungsort hätte ein temporäres Dach benötigt, um die Anforderungen der EBU zu erfüllen. |
| Edinburgh                                                                   | Royal Highland Centre    | 10.500                        | – |
| Edinburgh                                                                   | Usher Hall               | 2.200                         | Der Veranstaltungsort hat eine zu geringe Kapazität und hätte damit nicht die Anforderungen der EBU erfüllt. Die Halle war Austragungsort des Eurovision Song Contests 1972.                                                                 |
| London                                                                      | Copper Box Arena         | 7.000                         | Der Veranstaltungsort hat eine zu geringe Kapazität und hätte damit nicht die Anforderungen der EBU erfüllt. Die Halle war bereits Austragungsort der Olympischen Sommerspiele 2012.                                                         |
| London                                                                      | The O2 Arena             | 20.000                        | Austragungsort der Olympischen Sommerspiele 2012, sowie der Sommer-Paralympics 2012. |
| London                                                                      | OVO Wembley Arena        | 12.500                        | Austragungsort der Olympischen Sommerspiele 1948 und 2012. |

## Format

### Logo
Am 7. Oktober 2022 stellte die EBU das Eurovisionslogo für den Wettbewerb 2023 vor. Durch die besonderen Umstände beinhaltete das Herz im Logo die Farben der ukrainischen Flagge. Unter dem Logo wurde im Gegensatz zu den Logos aus den Vorjahren auch das Gastgeberland, das Vereinigte Königreich, aufgelistet. Darunter befindet sich wie sonst auch die Gastgeberstadt Liverpool und das Jahr 2023.
Der Slogan und das offizielle Logo wurden am 30. Januar 2023 erstmals der Öffentlichkeit präsentiert, als Banner zur Dekoration an der St. George’s Hall angebracht wurden. Das Design ist stark an den Farben der Ukraine angelehnt, soll aber auch die besondere Partnerschaft zwischen der Ukraine und dem Vereinigten Königreich in diesem Jahr hervorheben. Das Motiv der aneinandergereihten Herzen ist inspiriert von der Idee, dass Millionen von Herzen der Fernsehzuschauer im Einklang miteinander schlagen.

### Bühne

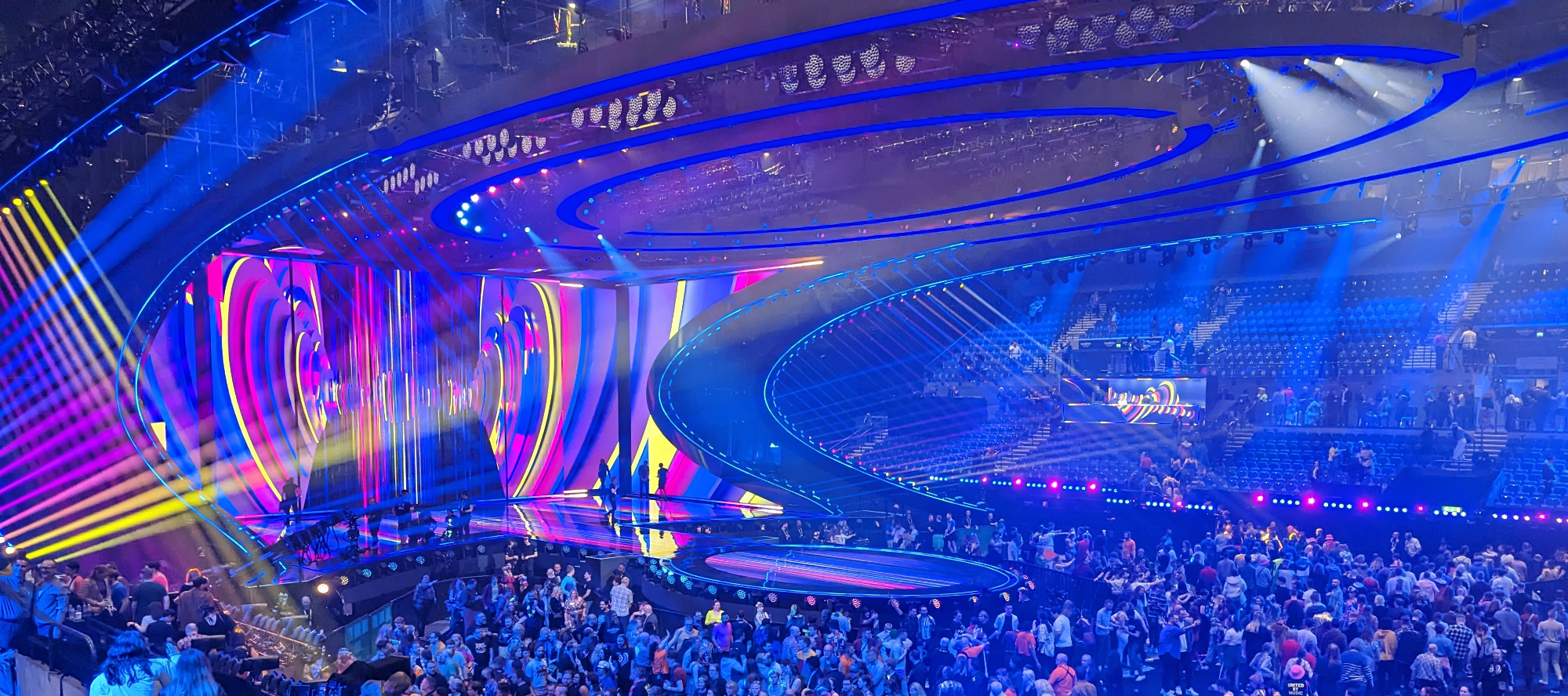
Die Bühne des ESC 2023

Das Bühnendesign, welches von Julio Himede entworfen wurde, wurde am 2. Februar 2023 erstmals der Öffentlichkeit präsentiert. Himede selbst beschreibt das Design als eine „große Umarmung“, welche ihre Arme der Ukraine und den teilnehmenden Ländern öffnet.

### Postcards
Am 11. April 2023 wurde das Konzept der Postcards, d. h. der einminütigen Einspielfilme, die vor den Beiträgen ausgestrahlt werden, vorgestellt. Jede Postcard besteht aus Videoaufnahmen je eines Ortes in der Ukraine und im Vereinigten Königreich sowie von den Künstlern an einem Ort im jeweiligen Teilnehmerland. Insgesamt kommen somit 111 verschiedene Orte in den Postcards vor.
| Teilnehmer             | Orte                                              | Orte                                   | Orte                                        |
| Teilnehmer             | Ukraine                                           | Vereinigtes Königreich                 | Teilnehmerland                              |
| ---------------------- | ------------------------------------------------- | -------------------------------------- | ------------------------------------------- |
| Albanien               | Sofijiwka-Park, Uman                              | Sefton-Park, Liverpool                 | Großer Park, Tirana                         |
| Armenien               | Botanischer Garten, Universität Lwiw              | Eden Project, Cornwall                 | Botanischer Garten, Jerewan                 |
| Aserbaidschan          | Majdan Nesaleschnosti, Kiew                       | Centenary Square, Birmingham           | Baku Boulevard, Baku                        |
| Australien             | Glass-Brücke, Kiew                                | Clifton Suspension Bridge, Bristol     | Matagarup-Brücke, Perth                     |
| Belgien                | Unabhängigkeitsdenkmal, Kiew                      | Engel des Nordens, Gateshead           | Atomium, Brüssel                            |
| Dänemark               | Nationaloper Lwiw, Lwiw                           | Wales Millennium Centre, Cardiff       | Königliche Oper, Kopenhagen                 |
| Deutschland            | Russaniwka-Kanal, Kiew                            | Bridgewater-Kanal, Worsley             | Kehrwieder, Hamburg                         |
| Estland                | Wasserturm, Winnyzja                              | Blackpool Tower, Lancashire            | Fernsehturm, Tallinn                        |
| Finnland               | Podil Ferris Wheel, Kiew                          | Wheel of Liverpool, Liverpool          | SkyWheel Helsinki, Helsinki                 |
| Frankreich             | Potocki-Palast, Lwiw                              | Hopetoun House, West Lothian           | Schloss Fontainebleau, Île-de-France        |
| Georgien               | Altstadt, Lwiw                                    | Port Sunlight, Merseyside              | Altstadt, Tiflis                            |
| Griechenland           | Tarakaniw Festung, Oblast Riwne                   | Dunluce Castle, Antrim County          | Tempel des Poseidon, Kap Sounion            |
| Irland                 | Bergstraße, Oblast Iwano-Frankiwsk                | Militärstraße, Isle of Wight           | Sally Gap, County Wicklow                   |
| Island                 | Manjawa Wasserfall, Gorgany Bergkamm              | Pistyll Rhaeadr, Powys                 | Kvernufoss, Region Skógar                   |
| Israel                 | Urytski-Felsen, Nationalpark Skoler Beskiden      | Stonehenge, Wiltshire                  | Masada, Judäische Wüste                     |
| Italien                | Kiew Velodrome, Kiew                              | Pump Track Wales, Rhayader             | Circus Maximus, Rom                         |
| Kroatien               | Flusshafen, Kiew                                  | Whitby Hafen, North Yorkshire          | Hafen, Rijeka                               |
| Lettland               | EcoSpace Häuser, Kiewer Meer                      | Boscombe Strandhütten, Bournemouth     | Melnsils, Gemeinde Talsi                    |
| Litauen                | Chotyn Festung, Oblast Tscherniwzi                | Eilean Donan, Schottische Highlands    | Inselburg, Trakai                           |
| Malta                  | Lwiw Bus, Lwiw                                    | London Bus, London                     | Vintage Bus, Mellieħa                       |
| Moldau                 | Skoler Beskiden Wald, Oblast Lwiw                 | Sherwood Forest, Nottinghamshire       | Trebujeni Wald, Orhei                       |
| Niederlande            | Komfort-Stadt, Kiew                               | Portmeirion, Gwynedd                   | Zaandam, Provinz Noord-Holland              |
| Norwegen               | Wernadskyj-Nationalbibliothek der Ukraine, Kiew   | Liverpool Central Library, Liverpool   | Deichmanske bibliotek, Oslo                 |
| Österreich             | Rathaus, Lwiw                                     | Sheffield Rathaus, South Yorkshire     | Rathausplatz, Wien                          |
| Polen                  | Nationaluniversität, Czernowitz                   | Trinity College, Cambridge Universität | Fakultät der Physik, Universität Warschau   |
| Portugal               | Sophienkathedrale, Kiew                           | Kathedrale von Ely, Cambridgeshire     | Igreja de Santa Engrácia, Lissabon          |
| Rumänien               | Taras-Schewtschenko-Statue, Lwiw                  | The-Beatles-Statue, Liverpool          | Eine-Kutsche-mit-Clowns-Skulptur, Bukarest  |
| San Marino             | Kamianets-Podilskyi-Schloss, Oblast Chmelnyzkyj   | Herstmonceux Castle, East Sussex       | Torre Guaita, Monte Titano                  |
| Schweden               | Anti-Circe-Insel, Uman                            | St Catherine’s Island, Tenby           | Enholmen, Gotland                           |
| Schweiz                | See Buchak, Oblast Tscherkassy                    | Loch Ness, Schottische Highlands       | Zürichsee, Zürich                           |
| Serbien                | Zeitgenössischer Skulpturenpark 3020, Oblast Lwiw | Tate Gallery, Liverpool                | Museum für zeitgenössische Kunst, Belgrad   |
| Slowenien              | Dach der Tetris Hall, Kiew                        | Goodness-Gracious-Dachbar, Liverpool   | Dach des RTV SLO-Gebäudes, Ljubljana        |
| Spanien                | Amphitheater Uschhorod, Uschhorod                 | Minack Theatre, Cornwall               | Römisches Theater Sagunto, Provinz Valencia |
| Tschechien             | Grünes Labyrinth, Schytomyr                       | Friedenslabyrinth, Castlewellan        | Eibenlabyrinth, Schloss Loučeň              |
| Ukraine                | Street Art, Kiew                                  | Street Art, Belfast                    | Art-Zavod Platforma, Kiew                   |
| Vereinigtes Königreich | Dnepr, Oblast Kiew                                | River Mersey, Liverpool                | Themse, London                              |
| Zypern                 | Strand des Kiewer Meeres, Oblast Kiew             | Brighton Strand, East Sussex           | Akti-Olympion-Strand, Limassol              |

### Eröffnungs- und Pausenacts
Die Eröffnungs- und Pausenacts wurden am 13. April bekanntgegeben.

### Moderation
Am 10. Februar 2023 gab der Aufsichtsratsvorsitzende von UA:Suspilne, Mykola Chernotytskyi, bekannt, dass mindestens ein Moderator aus der Ukraine stammen werde. Am 22. Februar wurden die Moderatoren bekanntgegeben. Die Halbfinale werden von Julija Sanina, Hannah Waddingham und Alesha Dixon moderiert werden. Im Finale wird zusätzlich noch Graham Norton durch die Show führen. Zum ersten Mal seit 2013 wird somit eine abgeänderte Moderatorenkonstellation im Finale als im Halbfinale moderieren.
Am 12. März 2023 wurde bekannt, dass Graham Norton und Hannah Waddingham das Voting zusammen präsentieren werden.

### Voting
Am 22. November 2022 kündigte die EBU eine Reform des Abstimmungsprozesses an. So wurden in den beiden Halbfinalen die Finalisten erstmals seit 2007 ausschließlich durch Televoting und nicht mehr zur Hälfte durch professionelle Jurys bestimmt. Zur Begründung dieser Maßnahme wurden die Unstimmigkeiten beim Juryvoting im Vorjahr angeführt. Im Finale machte das Juryvoting jedoch weiterhin wie bisher die Hälfte des Gesamtergebnisses aus.
Zudem wurde erstmals bei einem Eurovision Song Contest ein Onlinevoting durchgeführt, welches Zuschauern in nicht-teilnehmenden Ländern die Teilnahme an der Abstimmung ermöglicht. Die Ergebnisse der Online-Abstimmung werden dabei wie ein zusätzliches Teilnehmerland „Rest der Welt“ gewertet.
Eine Ende Mai 2023 veröffentlichte Analyse ergab, dass Menschen aus 107 nicht-teilnehmenden Ländern online am Abstimmungsverfahren teilnahmen. Die meisten Stimmen stammen aus den USA, Kanada, Neuseeland und Mexiko, den Vereinigten Arabischen Emiraten und Chile aber auch aus europäischen Ländern, wie Luxemburg, dem Kosovo und der Türkei.

## Teilnehmer

### Länder

Länder, die 2023 am Finale teilnahmen
Länder, die bereits im Halbfinale ausschieden
Länder, die in der Vergangenheit teilnahmen, jedoch nicht 2023

Bis zum 15. September 2022 hatten die Rundfunkanstalten Zeit, die für die Teilnahme benötigten Papiere bei der EBU einzureichen. Bis zum 11. Oktober 2022 hatten Sender dann noch Zeit, ihre Teilnahme ohne Strafe zurückzuziehen.
Am 20. Oktober 2022 gab die Europäische Rundfunkunion (EBU) bekannt, dass 37 Länder am Wettbewerb 2023 teilnehmen würden. Zuletzt nahmen 2014 so wenige Länder teil.
Montenegro, welches im Vorjahr erst zum Wettbewerb zurückgekehrt war, zog sich 2023 aus finanziellen Gründen vom Wettbewerb zurück. Auch Nordmazedonien, welches seit seinem Debüt 1998 bisher noch nie freiwillig ausgesetzt hatte, verzichtete aus finanziellen Gründen auf eine Teilnahme, ebenso wie Bulgarien.
Erstmals in der Geschichte des Eurovision Song Contest wurde beim ESC 2023 die englische Bezeichnung Tschechiens nicht mehr mit Czech Republic, sondern mit der neuen kürzeren Bezeichnung Czechia angegeben.

### Wiederkehrende Interpreten
Mit der schwedischen Sängerin Loreen, die bereits 2012 für Schweden antrat und den ESC gewinnen konnte, kehrte eine ehemalige Siegerin des Wettbewerbes zurück. Der Italiener Marco Mengoni hatte sein Land bereits 2013 beim ESC in Schweden vertreten. Die litauische Vertreterin Monika Linkytė vertrat ihr Heimatland bereits 2015 zusammen mit Vaidas Baumila beim Song Contest. Der belgische Interpret Gustaph war bereits 2018 und 2021 als Begleitsänger beim Song Contest tätig. Pasha Parfeni, der Moldauer Teilnehmer, nahm 2012 schon einmal als Solist am ESC teil. Zudem begleitete er im Jahr darauf den moldauischen Beitrag am Klavier. Die georgische Interpretin Iru Chetschanowi gewann 2011 den Junior Eurovision Song Contest für Georgien als Teil der Gruppe Candy.
Der Sänger Reiley, der für Dänemark antrat, war der erste färöische Teilnehmer in der Geschichte des Eurovision Song Contest.
| Land     | Interpret      | Vorherige(s) Teilnahmejahr(e)      |
| -------- | -------------- | ---------------------------------- |
| Belgien  | Gustaph        | Begleitung: 2018, 2021             |
| Italien  | Marco Mengoni  | 2013                               |
| Litauen  | Monika Linkytė | 2015 (zusammen mit Vaidas Baumila) |
| Moldau   | Pasha Parfeni  | 2012                               |
| Moldau   | Pasha Parfeni  | Begleitung: 2013                   |
| Schweden | Loreen         | 2012                               |

## Nationale Vorentscheidungen

### Belgien
Am 5. Juli 2022 bestätigte die belgische Rundfunkanstalt Vlaamse Radio- en Televisieomroeporganisatie (VRT), die turnusgemäß für die Auswahl des diesjährigen Beitrages zuständig war, die Teilnahme Belgiens am Eurovision Song Contest 2023. Ende August 2022 bestätigte VRT die bereits im April 2022 angekündigte Überlegung des Senders zu einer Rückkehr zum nationalen Vorentscheid Eurosong, der in der Vergangenheit, zuletzt im Jahr 2016, für die Auswahl des belgischen Beitrages genutzt wurde. Somit wählte Belgien erstmals seit sechs Jahren seinen Beitrag wieder über eine nationale Vorentscheidung aus.

### Deutschland
Nach dem erneut schlechten Abschneiden des deutschen Beitrages beim ESC 2022 gab die Delegationsleiterin Alexandra Wolfslast bekannt, dass der Auswahlmodus für 2023 ein anderer sein werde.
Am 9. November 2022 gab der NDR bekannt, dass ein Vorentscheid unter dem Namen „Unser Lied für Liverpool“ stattfinden werde. Bis zum 28. November 2022 war es interessierten Künstlern möglich, sich über eine Onlineplattform oder über TikTok zu bewerben. Aus den eingereichten Bewerbungen wählte die ESC-Redaktion des NDR die Teilnehmer für den Vorentscheid aus. Die Redaktion wurde dabei von Experten der Musikbranche, der deutschen ESC-Delegation, der internationalen ESC-Welt und Vertretern der ARD-Popradios beraten.

### Österreich
Nachdem man zum dritten Mal in Folge den Einzug ins Finale verpasst hatte, gab Delegationsleiter Stefan Zechner bekannt, dass der bisherige Auswahlprozess überarbeitet werden würde. Eine genaue Entscheidung solle im Juni 2022 gefällt werden. Am 3. November 2022 berichtete die Kleine Zeitung, dass auch 2023 der Interpret intern ausgewählt werden würde. 15 Acts (u. a. Julian le Play) wurden dazu von Radiomoderator Eberhard Forcher und Musikproduzent Lukas Hillebrand zu Live-Castings eingeladen. Diese Live-Castings wurden dann von einer internationalen Experten-Jury sowie ESC-Fanclubs aus mehreren Ländern bewertet. Am 24. Januar 2023 gab Forcher via Facebook bekannt, dass der Beitrag in den nächsten Wochen bekanntgegeben würde.
Am 31. Januar 2023 wurden die Teilnehmerinnen Teya & Salena im Ö3-Wecker von Moderator Philipp Hansa vorgestellt. Gleichzeitig wurde die Veröffentlichung des Songs Who the Hell Is Edgar? am 8. März angekündigt.

### Schweiz
Am 12. Juli 2022 bestätigte SRG SSR die Teilnahme am Eurovision Song Contest 2023. Gleichzeitig bestätigte die Rundfunkgesellschaft damit, dass auch 2023 wieder eine interne Auswahl stattfinden werde. Dafür werde das gleiche System angewendet, welches die Schweiz seit 2019 nutze. Vom 25. August bis zum 8. September 2022 22 Uhr konnten Beiträge beim Schweizer Radio und Fernsehen (SRF) eingereicht werden. Beschränkungen bei der Nationalität des Interpreten oder der Sprache des Liedes gab es nicht. Das Siegerlied wurde zu 50 % von einer Eurovision-Jury und zu 50 % von einem Zuschauer-Panel ausgewählt.
Am 20. Februar 2023 stellte die SRG SSR den Sankt Galler Sänger Remo Forrer als Schweizer Vertreter beim ESC 2023 vor. Sein Song Watergun wurde am 7. März veröffentlicht.

### Andere Länder
| Land                   | Nationale Vorentscheidung                             |
| ---------------------- | ----------------------------------------------------- |
| Albanien               | Festivali i Këngës 2022                               |
| Armenien               | interne Auswahl                                       |
| Aserbaidschan          | interne Auswahl                                       |
| Australien             | interne Auswahl                                       |
| Dänemark               | Dansk Melodi Grand Prix 2023                          |
| Estland                | Eesti Laul 2023                                       |
| Finnland               | Uuden Musiikin Kilpailu 2023                          |
| Frankreich             | interne Auswahl                                       |
| Georgien               | The Voice Georgia (Interpret)                         |
| Georgien               | interne Auswahl (Lied)                                |
| Griechenland           | interne Auswahl                                       |
| Irland                 | Eurosong 2023 Late Late Show Special                  |
| Island                 | Söngvakeppnin 2023                                    |
| Israel                 | interne Auswahl                                       |
| Italien                | Sanremo-Festival 2023                                 |
| Kroatien               | Dora 2023                                             |
| Lettland               | Supernova 2023                                        |
| Litauen                | Pabandom iš naujo! 2023                               |
| Malta                  | Malta Eurovision Song Contest 2023                    |
| Moldau                 | Etapa Națională 2023                                  |
| Niederlande            | interne Auswahl                                       |
| Norwegen               | Melodi Grand Prix 2023                                |
| Polen                  | Tu bije serce Europy! Wybieramy hit na Eurowizję 2023 |
| Portugal               | Festival da Canção 2023                               |
| Rumänien               | Selecția Națională 2023                               |
| San Marino             | Una voce per San Marino 2023                          |
| Schweden               | Melodifestivalen 2023                                 |
| Serbien                | Pesma za Evroviziju 2023                              |
| Slowenien              | interne Auswahl                                       |
| Spanien                | Benidorm Fest 2023                                    |
| Tschechien             | Eurovision Song CZ 2023                               |
| Ukraine                | Widbir 2023                                           |
| Vereinigtes Königreich | interne Auswahl                                       |
| Zypern                 | interne Auswahl                                       |

## Halbfinale

### Auslosung

Teilnehmer des 1. Halbfinales
Stimmberechtigte Staaten im 1. Halbfinale
Teilnehmer des 2. Halbfinales
Stimmberechtigte Staaten im 2. Halbfinale

Die Auslosung der beiden Halbfinals fand am 31. Januar 2023 um 20:00 Uhr (MEZ) in einer Zeremonie in der St. George’s Hall in Liverpool statt und wurde von AJ Odudu und Rylan Clark moderiert. 31 Länder wurden in fünf Töpfe eingeteilt. Die Einteilung der Töpfe erfolgte über das Abstimmungsmuster der vergangenen 19 Jahre. Danach wurden die Länder einem der beiden Halbfinals zugelost sowie die jeweilige Hälfte, in denen das Land auftreten werde. Darüber hinaus wurde auch ermittelt, in welchem Halbfinale die Ukraine als Vorjahressieger, das Vereinigte Königreich als Gastgeber und Big-5-Mitglied sowie vier der Big 5 Deutschland, Frankreich, Italien und Spanien, stimmberechtigt sein würden.
Die genaue Verteilung der Länder auf die Lostöpfe wurde am 30. Januar bekanntgegeben und sah wie folgt aus:
| Topf 1                                                             | Topf 2                                                                      | Topf 3                                                              | Topf 4                                                           | Topf 5                                                           |
| ------------------------------------------------------------------ | --------------------------------------------------------------------------- | ------------------------------------------------------------------- | ---------------------------------------------------------------- | ---------------------------------------------------------------- |
| - Albanien - Kroatien - Österreich - Schweiz - Serbien - Slowenien | - Australien - Dänemark - Estland - Finnland - Island - Norwegen - Schweden | - Armenien - Aserbaidschan - Georgien - Israel - Lettland - Litauen | - Griechenland - Irland - Malta - Portugal - San Marino - Zypern | - Belgien - Moldau - Niederlande - Polen - Rumänien - Tschechien |

### Erstes Halbfinale
Das erste Halbfinale fand am 9. Mai 2023 um 21:00 Uhr (MESZ) statt. Deutschland, Frankreich und Italien waren in diesem Halbfinale abstimmungsberechtigt.
| Platz | Startnr. | Land          | Interpret                 | Lied Musik (M) und Text (T) | Sprache                                       | Übersetzung (inoffiziell)    | Punkte |
| ----- | -------- | ------------- | ------------------------- | --- | --------------------------------------------- | ---------------------------- | ------ |
| 01.   | 15       | Finnland      | Käärijä                   | Cha Cha Cha M: Johannes Naukkarinen, Aleksi Nurmi, Jukka Sorsa; T: Jere Pöyhönen, Aleksi Nurmi, Johannes Naukkarinen                                    | Finnisch                                      | –                            | 177    |
| 02.   | 11       | Schweden      | Loreen                    | Tattoo M/T: Jimmy Jansson, Jimmy „Joker“ Thörnfeldt, Loreen, Moa „Cazzi Opeia“ Carlebecker, Peter Boström, Thomas G:son                                 | Englisch                                      | –                            | 135    |
| 03.   | 09       | Israel        | Noa Kirel נועה קירל       | Unicorn M/T: Doron Medalie, May Sfadia, Noa Kirel, Yinon Yahel                                                                                          | Englisch, Hebräisch                           | Einhorn                      | 127    |
| 04.   | 13       | Tschechien    | Vesna                     | My Sister’s Crown M: Adam Albrecht, Michal Jiráň, Patricie Kaňok, Šimon Martínek, Tanita Yankova; T: Patricie Kaňok, Tanita Yankova, Kateryna Vatchenko | Ukrainisch, Englisch, Tschechisch, Bulgarisch | Die Krone meiner Schwester   | 110    |
| 05.   | 10       | Moldau        | Pasha Parfeni             | Soarele și luna M: Andrei Vulpe, Cătălin Temciuc, Pasha Parfeni; T: Yuliana Parfeni                                                                     | Rumänisch                                     | Die Sonne und der Mond       | 109    |
| 06.   | 01       | Norwegen      | Alessandra                | Queen of Kings M/T: Alessandra Mele, Henning Olerud, Linda Dale, Stanley Ferdinandez                                                                    | Englisch a                                    | Königin der Könige           | 102    |
| 07.   | 08       | Schweiz       | Remo Forrer               | Watergun M/T: Argyle Singh, Ashley Hicklin, Mikołaj Trybulec                                                                                            | Englisch                                      | Wasserpistole                | 097    |
| 08.   | 07       | Kroatien      | Let 3                     | Mama ŠČ! M: Damir Martinović Mrle, Zoran Prodanović; T: Damir Martinović Mrle                                                                           | Kroatisch                                     | Mama Schtsch!                | 076    |
| 09.   | 05       | Portugal      | Mimicat                   | Ai coração M: Marisa Mena, Luís Pereira; T: Marisa Mena                                                                                                 | Portugiesisch                                 | Oh Herz                      | 074    |
| 10.   | 03       | Serbien       | Luke Black                | Samo mi se spava Само ми се спава M/T: Luke Black | Serbisch, Englisch                            | Ich will nur schlafen        | 037    |
| 11.   | 04       | Lettland      | Sudden Lights             | Aijā M: Andrejs Reinis Zitmanis, Kārlis Matīss Zitmanis, Kārlis Vārtiņš, Mārtiņš Matīss Zemītis; T: Andrejs Reinis Zitmanis                             | Englisch, Lettisch                            | –                            | 034    |
| 12.   | 06       | Irland        | Wild Youth                | We Are One M/T: Conor O’Donohoe, Edward Porter, Jörgen Elofsson                                                                                         | Englisch                                      | Wir sind eins                | 010    |
| 13.   | 14       | Niederlande   | Mia Nicolai & Dion Cooper | Burning Daylight M/T: Dion Cuiper, Duncan de Moor, Jordan Garfield, Loek van der Grinten, Mia Nicolai                                                   | Englisch                                      | Brennendes Tageslicht        | 007    |
| 14.   | 12       | Aserbaidschan | TuralTuranX               | Tell Me More M: Tural Bağmanovlar, Turan Bağmanovlar, Nihad Aliyev, Tunar Taghiyev; T: Tural Bağmanovlar, Turan Bağmanovlar                             | Englisch                                      | Erzähl mir mehr              | 004    |
| 15.   | 02       | Malta         | The Busker                | Dance (Our Own Party) M: David Meilak, Jean Paul Borg, Matthew James Borg, Michael Joe Cini, Sean Meachen; T: David Meilak                              | Englisch                                      | Tanzen (Unsere eigene Party) | 003    |

### Punktetafel erstes Halbfinale
| Abstimmungsergebnis | Abstimmungsergebnis | Abstimmungsergebnis | Abstimmungsergebnis | Abstimmungsergebnis | Abstimmungsergebnis | Abstimmungsergebnis | Abstimmungsergebnis | Abstimmungsergebnis | Abstimmungsergebnis | Abstimmungsergebnis | Abstimmungsergebnis | Abstimmungsergebnis | Abstimmungsergebnis | Abstimmungsergebnis | Abstimmungsergebnis | Abstimmungsergebnis | Abstimmungsergebnis | Abstimmungsergebnis | Abstimmungsergebnis | Abstimmungsergebnis | Abstimmungsergebnis | Abstimmungsergebnis | Abstimmungsergebnis |
| Startnr.            | Land                | Platz               | Punkte              | AZ                  | DE                  | FI                  | FR                  | IE                  | IL                  | IT                  | HR                  | LV                  | MT                  | MD                  | NL                  | NO                  | PT                  | SE                  | CH                  | RS                  | CZ                  | WO                  | Votings             |
| ------------------- | ------------------- | ------------------- | ------------------- | ------------------- | ------------------- | ------------------- | ------------------- | ------------------- | ------------------- | ------------------- | ------------------- | ------------------- | ------------------- | ------------------- | ------------------- | ------------------- | ------------------- | ------------------- | ------------------- | ------------------- | ------------------- | ------------------- | ------------------- |
| 01                  | Norwegen            | 06.                 | 102                 | 2                   | 3                   | 10                  | 1                   | 2                   | 10                  | 10                  | 6                   | 4                   | 10                  | 8                   | 5                   |                     | 3                   | 10                  | 3                   | 5                   | 10                  | –                   | 17                  |
| 02                  | Malta               | 15.                 | 003                 | –                   | –                   | –                   | –                   | –                   | 2                   | –                   | –                   | –                   |                     | –                   | –                   | –                   | –                   | –                   | –                   | –                   | –                   | 1                   | 02                  |
| 03                  | Serbien             | 10.                 | 037                 | 3                   | –                   | 4                   | 2                   | –                   | –                   | 1                   | 10                  | –                   | 5                   | –                   | –                   | –                   | –                   | 1                   | 6                   |                     | 3                   | 2                   | 10                  |
| 04                  | Lettland            | 11.                 | 034                 | 6                   | 1                   | 3                   | 3                   | 4                   | –                   | –                   | –                   |                     | –                   | 1                   | 1                   | –                   | 4                   | –                   | –                   | 2                   | 1                   | 8                   | 11                  |
| 05                  | Portugal            | 09.                 | 074                 | –                   | 5                   | 2                   | 12                  | 1                   | 3                   | 2                   | 5                   | –                   | 4                   | 4                   | 7                   | 2                   |                     | 4                   | 12                  | 3                   | 2                   | 6                   | 16                  |
| 06                  | Irland              | 12.                 | 010                 | –                   | –                   | –                   | –                   |                     | –                   | –                   | –                   | 1                   | 3                   | –                   | –                   | 3                   | 2                   | –                   | 1                   | –                   | –                   | –                   | 05                  |
| 07                  | Kroatien            | 08.                 | 076                 | –                   | 10                  | 6                   | –                   | 5                   | 5                   | 5                   |                     | 7                   | –                   | 3                   | 2                   | 4                   | –                   | 5                   | 5                   | 12                  | 4                   | 3                   | 14                  |
| 08                  | Schweiz             | 07.                 | 097                 | 7                   | 8                   | 8                   | 6                   | 7                   | 4                   | 4                   | 2                   | 3                   | 6                   | 7                   | 8                   | 8                   | 5                   | 8                   |                     | 1                   | 5                   | –                   | 17                  |
| 09                  | Israel              | 03.                 | 127                 | 12                  | 2                   | 1                   | 8                   | 6                   |                     | 6                   | 7                   | 8                   | 8                   | 12                  | 4                   | 5                   | 7                   | 3                   | 7                   | 7                   | 12                  | 12                  | 18                  |
| 10                  | Moldau              | 05.                 | 109                 | 4                   | 6                   | 7                   | 10                  | 10                  | 6                   | 12                  | 3                   | 6                   | 1                   |                     | 3                   | 6                   | 12                  | 6                   | 2                   | 4                   | 7                   | 4                   | 18                  |
| 11                  | Schweden            | 02.                 | 135                 | 10                  | 4                   | 5                   | 5                   | 8                   | 7                   | 3                   | 4                   | 10                  | 12                  | 10                  | 12                  | 10                  | 8                   |                     | 8                   | 6                   | 6                   | 7                   | 18                  |
| 12                  | Aserbaidschan       | 14.                 | 004                 |                     | –                   | –                   | –                   | –                   | 1                   | –                   | 1                   | 2                   | –                   | –                   | –                   | –                   | –                   | –                   | –                   | –                   | –                   | –                   | 03                  |
| 13                  | Tschechien          | 04.                 | 110                 | 5                   | 7                   | 12                  | 4                   | 3                   | 8                   | 8                   | 8                   | 5                   | 2                   | 5                   | 6                   | 7                   | 6                   | 7                   | 4                   | 8                   |                     | 5                   | 18                  |
| 14                  | Niederlande         | 13.                 | 007                 | 1                   | –                   | –                   | –                   | –                   | –                   | –                   | –                   | –                   | –                   | 2                   |                     | 1                   | 1                   | 2                   | –                   | –                   | –                   | –                   | 05                  |
| 15                  | Finnland            | 01.                 | 177                 | 8                   | 12                  |                     | 7                   | 12                  | 12                  | 7                   | 12                  | 12                  | 7                   | 6                   | 10                  | 12                  | 10                  | 12                  | 10                  | 10                  | 08                  | 10                  | 18                  |

- Die wenigsten Gesamt-Votings:  Malta – 2
- Die wenigsten Gesamt-Punkte:  Malta – 3
- Die meisten Gesamt-Votings:  Finnland,  Israel,  Moldau,  Schweden,  Tschechien – 18
- Die meisten Gesamt-Punkte:  Finnland – 177

#### Statistik der Zwölf-Punkte-Vergabe (Erstes Halbfinale)
| Anzahl | Land       | erhalten von                                                        |
| ------ | ---------- | ------------------------------------------------------------------- |
| 7      | Finnland   | Deutschland, Irland, Israel, Kroatien, Lettland, Norwegen, Schweden |
| 4      | Israel     | Aserbaidschan, Tschechien, Moldau, Rest der Welt                    |
| 2      | Moldau     | Italien, Portugal                                                   |
| 2      | Portugal   | Frankreich, Schweiz                                                 |
| 2      | Schweden   | Malta, Niederlande                                                  |
| 1      | Tschechien | Finnland                                                            |
| 1      | Kroatien   | Serbien                                                             |

### Zweites Halbfinale
Das zweite Halbfinale fand am 11. Mai 2023 um 21:00 Uhr (MESZ) statt. Spanien, die Titelverteidigerin Ukraine und das Vereinigte Königreich waren in diesem Halbfinale abstimmungsberechtigt.
| Platz | Startnr. | Land         | Interpret                       | Lied Musik (M) und Text (T) | Sprache                           | Übersetzung (inoffiziell)    | Punkte |
| ----- | -------- | ------------ | ------------------------------- | --- | --------------------------------- | ---------------------------- | ------ |
| 01.   | 16       | Australien   | Voyager                         | Promise M: Daniel Estrin, Alex Canion, Ashley Doodkorte, Scott Kay, Simone Dow; T: Daniel Estrin                                                   | Englisch                          | Versprich                    | 149    |
| 02.   | 13       | Österreich   | Teya & Salena                   | Who the Hell Is Edgar? M/T: Pele Loriano, Ronald Janeček, Selina-Maria Edbauer, Teodora Spiric                                                     | Englisch b                        | Wer zur Hölle ist Edgar?     | 137    |
| 03.   | 09       | Polen        | Blanka                          | Solo M: Maciej Puchalski, Mikołaj Trybulec, Bartłomiej Rzeczycki, Marcin Górecki, Blanka Stajkow; T: Blanka Stajkow, Maria Broberg, Julia Sundberg | Englisch                          | Allein                       | 124    |
| 04.   | 15       | Litauen      | Monika Linkytė                  | Stay M/T: Krists Indrišonoks, Monika Linkytė | Englisch, Litauisch               | Bleib                        | 110    |
| 05.   | 10       | Slowenien    | Joker Out                       | Carpe diem M: Bojan Cvjetićanin, Jan Peteh, Jure Maček, Kris Guštin, Nace Jordan; T: Bojan Cvjetićanin                                             | Slowenisch mit lateinischem Titel | Nutze den Tag                | 103    |
| 06.   | 02       | Armenien     | Brunette Բրյունետ               | Future Lover M/T: Brunette | Englisch, Armenisch               | Zukünftiger Liebhaber        | 099    |
| 07.   | 06       | Zypern       | Andrew Lambrou Άντριου Λάμπρου  | Break a Broken Heart M/T: Jimmy Jansson, Jimmy „Joker“ Thörnfeldt, Marcus Winther-John, Thomas Stengaard                                           | Englisch                          | Ein gebrochenes Herz brechen | 094    |
| 08.   | 05       | Belgien      | Gustaph                         | Because of You M/T: Gustaph, Jaouad Alloul | Englisch                          | Deinetwegen                  | 090    |
| 09.   | 14       | Albanien     | Albina & Familja Kelmendi       | Duje M: Enis Mullaj; T: Eriona Rushiti | Albanisch                         | Liebe es/Liebe sie           | 083    |
| 10.   | 04       | Estland      | Alika                           | Bridges M: Alika Milova, Wouter Hardy; T: Alika Milova, Wouter Hardy, Nina Sampermans                                                              | Englisch                          | Brücken                      | 074    |
| 11.   | 07       | Island       | Diljá                           | Power M/T: Diljá Pétursdóttir, Pálmi Ragnar Ásgeirsson                                                                                             | Englisch                          | Kraft                        | 044    |
| 12.   | 11       | Georgien     | Iru ირუ                         | Echo M: Giga Kukhiadnidze; T: Beni Kadagidze, Iru Chetschanowi                                                                                     | Englisch                          | Echo                         | 033    |
| 13.   | 08       | Griechenland | Victor Vernicos Βίκτωρ Βερνίκος | What They Say M/T: Victor Vernicos Jørgensen | Englisch                          | Was sie sagen                | 014    |
| 14.   | 01       | Dänemark     | Reiley                          | Breaking My Heart M/T: Bård Mathias Bonsaksen, Hilda Stenmalm, Rani Petersen, Sivert Hjeltnes Hagtvet                                              | Englisch                          | Mein Herz brechen            | 006    |
| 15.   | 03       | Rumänien     | Theodor Andrei                  | D.G.T. (Off and On) M: Theodor-Octavian Andrei, Mikail Jahed; T: Theodor-Octavian Andrei, Mikail Jahed, Luca De Mezzo, Luca Ştefan Udățeanu        | Rumänisch, Englisch               | Finger (Aus und An)          | 000    |
| 16.   | 12       | San Marino   | Piqued Jacks                    | Like an Animal M/T: Andrea Lazzeretti, Francesco Bini, Marco Sgaramella, Tommaso Oliveri                                                           | Englisch                          | Wie ein Tier                 | 000    |

### Punktetafel zweites Halbfinale
| Abstimmungsergebnis | Abstimmungsergebnis | Abstimmungsergebnis | Abstimmungsergebnis | Abstimmungsergebnis | Abstimmungsergebnis | Abstimmungsergebnis | Abstimmungsergebnis | Abstimmungsergebnis | Abstimmungsergebnis | Abstimmungsergebnis | Abstimmungsergebnis | Abstimmungsergebnis | Abstimmungsergebnis | Abstimmungsergebnis | Abstimmungsergebnis | Abstimmungsergebnis | Abstimmungsergebnis | Abstimmungsergebnis | Abstimmungsergebnis | Abstimmungsergebnis | Abstimmungsergebnis | Abstimmungsergebnis | Abstimmungsergebnis | Abstimmungsergebnis |
| Startnr.            | Land                | Platz               | Punkte              | AL                  | AM                  | AU                  | BE                  | DK                  | EE                  | GE                  | GR                  | IS                  | LT                  | AT                  | PL                  | RO                  | SM                  | SI                  | ES                  | UA                  | UK                  | CY                  | WO                  | Votings             |
| ------------------- | ------------------- | ------------------- | ------------------- | ------------------- | ------------------- | ------------------- | ------------------- | ------------------- | ------------------- | ------------------- | ------------------- | ------------------- | ------------------- | ------------------- | ------------------- | ------------------- | ------------------- | ------------------- | ------------------- | ------------------- | ------------------- | ------------------- | ------------------- | ------------------- |
| 01                  | Dänemark            | 14.                 | 006                 | –                   | –                   | –                   | –                   |                     | –                   | –                   | –                   | 6                   | –                   | –                   | –                   | –                   | –                   | –                   | –                   | –                   | –                   | –                   | –                   | 01                  |
| 02                  | Armenien            | 06.                 | 099                 | 8                   |                     | 2                   | 12                  | –                   | 3                   | 12                  | 8                   | –                   | 1                   | 4                   | 5                   | 6                   | 4                   | 1                   | 10                  | 3                   | –                   | 10                  | 10                  | 16                  |
| 03                  | Rumänien            | 15.                 | 000                 | –                   | –                   | –                   | –                   | –                   | –                   | –                   | –                   | –                   | –                   | –                   | –                   |                     | –                   | –                   | –                   | –                   | –                   | –                   | –                   | 0                   |
| 04                  | Estland             | 10.                 | 074                 | 2                   | 6                   | 4                   | 2                   | 1                   |                     | 2                   | 3                   | 3                   | 10                  | 3                   | 2                   | 5                   | 10                  | 5                   | 1                   | 8                   | 2                   | 3                   | 02                  | 19                  |
| 05                  | Belgien             | 08.                 | 090                 | 3                   | 1                   | 7                   |                     | 8                   | 4                   | 3                   | 1                   | 7                   | 5                   | 12                  | 3                   | –                   | 5                   | 7                   | 8                   | 1                   | 6                   | 4                   | 5                   | 18                  |
| 06                  | Zypern              | 07.                 | 094                 | 6                   | 10                  | 10                  | 4                   | 4                   | 5                   | 5                   | 12                  | 5                   | 4                   | 2                   | 7                   | 4                   | 1                   | 4                   | 3                   | 4                   | 4                   |                     | –                   | 18                  |
| 07                  | Island              | 11.                 | 044                 | 1                   | –                   | 5                   | 1                   | 12                  | 2                   | 6                   | –                   |                     | 2                   | 1                   | –                   | –                   | 7                   | 3                   | –                   | –                   | 1                   | –                   | 3                   | 12                  |
| 08                  | Griechenland        | 13.                 | 014                 | –                   | 2                   | –                   | –                   | –                   | –                   | –                   |                     | –                   | –                   | –                   | –                   | –                   | –                   | –                   | –                   | –                   | –                   | 12                  | –                   | 02                  |
| 09                  | Polen               | 03.                 | 124                 | 7                   | 8                   | –                   | 7                   | 7                   | 8                   | 8                   | 5                   | 10                  | 12                  | 7                   |                     | 3                   | 2                   | 8                   | 4                   | 12                  | 10                  | 6                   | –                   | 17                  |
| 10                  | Slowenien           | 05.                 | 103                 | 4                   | 5                   | 8                   | 3                   | 2                   | 7                   | 1                   | 2                   | 1                   | 7                   | 10                  | 12                  | 12                  | –                   |                     | 12                  | 6                   | 3                   | 2                   | 6                   | 18                  |
| 11                  | Georgien            | 12.                 | 033                 | –                   | 12                  | 1                   | –                   | –                   | 1                   |                     | 7                   | –                   | 3                   | –                   | 1                   | 2                   | 3                   | –                   | –                   | 2                   | –                   | –                   | 1                   | 10                  |
| 12                  | San Marino          | 16.                 | 000                 | –                   | –                   | –                   | –                   | –                   | –                   | –                   | –                   | –                   | –                   | –                   | –                   | –                   |                     | –                   | –                   | –                   | –                   | –                   | –                   | 0                   |
| 13                  | Österreich          | 02.                 | 137                 | 10                  | 3                   | 12                  | 10                  | 6                   | 6                   | 4                   | 6                   | 8                   | 6                   |                     | 10                  | 7                   | 8                   | 10                  | 6                   | 5                   | 7                   | 5                   | 8                   | 19                  |
| 14                  | Albanien            | 09.                 | 083                 |                     | 7                   | 3                   | 8                   | 3                   | –                   | –                   | 10                  | 2                   | –                   | 6                   | 4                   | 8                   | –                   | 12                  | 2                   | –                   | 5                   | 1                   | 12                  | 14                  |
| 15                  | Litauen             | 04.                 | 110                 | 5                   | –                   | 6                   | 5                   | 5                   | 10                  | 10                  | –                   | 4                   |                     | 5                   | 6                   | 1                   | 12                  | 2                   | 5                   | 10                  | 12                  | 8                   | 4                   | 17                  |
| 16                  | Australien          | 01.                 | 149                 | 12                  | 4                   |                     | 6                   | 10                  | 12                  | 7                   | 4                   | 12                  | 8                   | 8                   | 8                   | 10                  | 6                   | 6                   | 7                   | 7                   | 8                   | 7                   | 07                  | 19                  |

- Die wenigsten Gesamt-Votings:  Rumänien,  San Marino – 0
- Die wenigsten Gesamt-Punkte:  Rumänien,  San Marino – 0
- Die meisten Gesamt-Votings:  Australien,  Estland,  Österreich – 19
- Die meisten Gesamt-Punkte:  Australien – 149

#### Statistik der Zwölf-Punkte-Vergabe (Zweites Halbfinale)
| Anzahl | Land         | erhalten von                       |
| ------ | ------------ | ---------------------------------- |
| 3      | Australien   | Albanien, Estland, Island          |
| 3      | Slowenien    | Polen, Rumänien, Spanien           |
| 2      | Albanien     | Slowenien, Rest der Welt           |
| 2      | Armenien     | Belgien, Georgien                  |
| 2      | Litauen      | San Marino, Vereinigtes Königreich |
| 2      | Polen        | Litauen, Ukraine                   |
| 1      | Belgien      | Österreich                         |
| 1      | Georgien     | Armenien                           |
| 1      | Griechenland | Zypern                             |
| 1      | Island       | Dänemark                           |
| 1      | Österreich   | Australien                         |
| 1      | Zypern       | Griechenland                       |

## Finale
Das Finale fand am 13. Mai 2023 um 21:00 Uhr (MESZ) statt. Neben den 26 Finalisten waren auch alle im Halbfinale bereits ausgeschiedenen Länder abstimmungsberechtigt. Hinzu kamen die Ergebnisse des Onlinevotings für Zuschauer in nicht-teilnehmenden Ländern, die als zusätzliches 38. Televoting gewertet wurden.
Kroatien nahm zum ersten Mal seit 2017 wieder am Finale teil, Österreich zum ersten Mal seit 2018, Slowenien zum ersten Mal seit 2019, Albanien, Israel und Zypern zum ersten Mal seit 2021.
Somit waren zum ersten Mal seit 2014 alle DACH-Staaten im Finale vertreten.
Die Startreihenfolge des Finales wurde von den Produzenten bestimmt, wobei die Finalisten zuvor in zwei Hälften gelost werden. Die 20 Halbfinalisten zogen die Hälfte, in welcher sie im Finale antreten werden, kurz nach ihrem jeweiligen Halbfinale; die Big Five bereits nach der zweiten Einzelprobe am vorangegangenen Samstag. Die Startpositionen des Vereinigten Königreichs und der Ukraine wurden bereits im Vorfeld ausgelost.
Mit einer Länge von 4 Stunden und 14 Minuten war das Finale das längste in der Geschichte des ESC.

### Platzierungen
| Platz | Startnr. | Land                   | Interpret                      | Lied Musik (M) und Text (T) | Sprache                                       | Übersetzung (inoffiziell)     | Punkte      | Punkte      | Punkte |
| Platz | Startnr. | Land                   | Interpret                      | Lied Musik (M) und Text (T) | Sprache                                       | Übersetzung (inoffiziell)     | Jury        | Zuschauer   | Gesamt |
| ----- | -------- | ---------------------- | ------------------------------ | --- | --------------------------------------------- | ----------------------------- | ----------- | ----------- | ------ |
| 01.   | 09       | Schweden               | Loreen                         | Tattoo M/T: Jimmy Jansson, Jimmy „Joker“ Thörnfeldt, Loreen, Moa „Cazzi Opeia“ Carlebecker, Peter Boström, Thomas G:son                                 | Englisch                                      | –                             | 340 (1.)    | 243 (2.)    | 583    |
| 02.   | 13       | Finnland               | Käärijä                        | Cha Cha Cha M: Johannes Naukkarinen, Aleksi Nurmi, Jukka Sorsa; T: Jere Pöyhönen, Aleksi Nurmi, Johannes Naukkarinen                                    | Finnisch                                      | –                             | 150 (4.)    | 376 (1.)    | 526    |
| 03.   | 23       | Israel                 | Noa Kirel נועה קירל            | Unicorn M/T: Doron Medalie, May Sfadia, Noa Kirel, Yinon Yahel                                                                                          | Englisch, Hebräisch                           | Einhorn                       | 177 (2.)    | 185 (5.)    | 362    |
| 04.   | 11       | Italien                | Marco Mengoni                  | Due vite M: Davide Simonetta, Davide Petrella; T: Marco Mengoni, Davide Petrella                                                                        | Italienisch                                   | Zwei Leben                    | 176 (3.)    | 174 (6.)    | 350    |
| 05.   | 20       | Norwegen               | Alessandra                     | Queen of Kings M/T: Alessandra Mele, Henning Olerud, Linda Dale, Stanley Ferdinandez                                                                    | Englisch (a)                                  | Königin der Könige            | 052 0(17.)  | 216 (3.)    | 268    |
| 06.   | 19       | Ukraine                | Tvorchi                        | Heart of Steel M: Andrij Huzuljak; T: Jimoh Augustus Kehinde                                                                                            | Englisch, Ukrainisch                          | Herz aus Stahl                | 054 0(15.)  | 189 (4.)    | 243    |
| 07.   | 16       | Belgien                | Gustaph                        | Because of You M/T: Gustaph, Jaouad Alloul | Englisch                                      | Deinetwegen                   | 127 (7.)    | 055 0(12.)  | 182    |
| 08.   | 12       | Estland                | Alika                          | Bridges M: Alika Milova, Wouter Hardy; T: Alika Milova, Wouter Hardy, Nina Sampermans                                                                   | Englisch                                      | Brücken                       | 146 (5.)    | 022 0(19.)  | 168    |
| 09.   | 15       | Australien             | Voyager                        | Promise M: Daniel Estrin, Alex Canion, Ashley Doodkorte, Scott Kay, Simone Dow; T: Daniel Estrin                                                        | Englisch                                      | Versprich                     | 130 (6.)    | 021 0(20.)  | 151    |
| 10.   | 14       | Tschechien             | Vesna                          | My Sister’s Crown M: Adam Albrecht, Michal Jiráň, Patricie Kaňok, Šimon Martínek, Tanita Yankova; T: Patricie Kaňok, Tanita Yankova, Kateryna Vatchenko | Ukrainisch, Englisch, Tschechisch, Bulgarisch | Die Krone meiner Schwester    | 094 0(10.)  | 035 0(17.)  | 129    |
| 11.   | 22       | Litauen                | Monika Linkytė                 | Stay M/T: Krists Indrišonoks, Monika Linkytė | Englisch, Litauisch                           | Bleib                         | 081 0(11.)  | 046 0(15.)  | 127    |
| 12.   | 07       | Zypern                 | Andrew Lambrou Άντριου Λάμπρου | Break a Broken Heart M/T: Jimmy Jansson, Jimmy „Joker“ Thörnfeldt, Marcus Winther-John, Thomas Stengaard                                                | Englisch                                      | Ein gebrochenes Herz brechen  | 068 0(13.)  | 058 0(11.)  | 126    |
| 13.   | 25       | Kroatien               | Let 3                          | Mama ŠČ! M: Damir Martinović Mrle, Zoran Prodanović; T: Damir Martinović Mrle                                                                           | Kroatisch                                     | Mama Schtsch!                 | 011 0(25.)  | 112 (7.)    | 123    |
| 14.   | 17       | Armenien               | Brunette Բրյունետ              | Future Lover M/T: Brunette | Englisch, Armenisch                           | Zukünftiger Liebhaber         | 069 0(12.)  | 053 0(13.)  | 122    |
| 15.   | 01       | Österreich             | Teya & Salena                  | Who the Hell Is Edgar? M/T: Pele Loriano, Ronald Janeček, Selina-Maria Edbauer, Teodora Špirić                                                          | Englisch (b)                                  | Wer zur Hölle ist Edgar?      | 104 (8.)    | 016 0(23.)  | 120    |
| 16.   | 06       | Frankreich             | La Zarra                       | Évidemment M: La Zarra, Benny Adam, Banx & Ranx; T: La Zarra, Benny Adam                                                                                | Französisch                                   | Offensichtlich                | 054 0(16.)  | 050 0(14.)  | 104    |
| 17.   | 08       | Spanien                | Blanca Paloma                  | Eaea M: Blanca Paloma, Jose Pablo Polo; T: Blanca Paloma, Jose Pablo Polo, Álvaro Tato                                                                  | Spanisch                                      | –                             | 095 0(9.)   | 005 00(26.) | 100    |
| 18.   | 18       | Moldau                 | Pasha Parfeni                  | Soarele și luna M: Andrei Vulpe, Cătălin Temciuc, Pasha Parfeni; T: Yuliana Parfeni                                                                     | Rumänisch                                     | Die Sonne und der Mond        | 020 0(20.)  | 076 0(9.)   | 096    |
| 19.   | 04       | Polen                  | Blanka                         | Solo M: Maciej Puchalski, Mikołaj Trybulec, Bartłomiej Rzeczycki, Marcin Górecki, Blanka Stajkow; T: Blanka Stajkow, Maria Broberg, Julia Sundberg      | Englisch                                      | Allein                        | 012 0(24.)  | 081 0(8.)   | 093    |
| 20.   | 03       | Schweiz                | Remo Forrer                    | Watergun M/T: Argyle Singh, Ashley Hicklin, Mikołaj Trybulec                                                                                            | Englisch                                      | Wasserpistole                 | 061 0(14.)  | 031 0(18.)  | 092    |
| 21.   | 24       | Slowenien              | Joker Out                      | Carpe diem M: Bojan Cvjetićanin, Jan Peteh, Jure Maček, Kris Guštin, Nace Jordan; T: Bojan Cvjetićanin                                                  | Slowenisch mit lateinischem Titel             | Nutze den Tag                 | 033 0(19.)  | 045 0(16.)  | 078    |
| 22.   | 10       | Albanien               | Albina & Familja Kelmendi      | Duje M: Enis Mullaj; T: Eriona Rushiti | Albanisch                                     | Liebe es/Liebe sie            | 017 0(21.)  | 059 0(10.)  | 076    |
| 23.   | 02       | Portugal               | Mimicat                        | Ai coração M: Marisa Mena, Luís Pereira; T: Marisa Mena                                                                                                 | Portugiesisch                                 | Oh Herz                       | 043 0(18.)  | 016 0(22.)  | 059    |
| 24.   | 05       | Serbien                | Luke Black                     | Samo mi se spava Само ми се спава M/T: Luke Black | Serbisch, Englisch                            | Ich will nur schlafen         | 014 0(23.)  | 016 0(21.)  | 030    |
| 25.   | 26       | Vereinigtes Königreich | Mae Muller                     | I Wrote a Song M/T: Karen Poole, Lewis Thompson, Mae Muller                                                                                             | Englisch                                      | Ich habe ein Lied geschrieben | 015 0(22.)  | 009 00(25.) | 024    |
| 26.   | 21       | Deutschland            | Lord of the Lost               | Blood & Glitter M: Chris Harms, Rupert Keplinger; T: Anthony J. Brown, Chris Harms, Rupert Keplinger, Pi Stoffers                                       | Englisch                                      | Blut und Glitzer              | 003 00(26.) | 015 0(24.)  | 018    |

### Punktetafel Finale
In der folgenden Tabelle sind die Punkte der Jury und des Televotings dargestellt. Die Länder in der linken Spalte sind nach der Startreihenfolge sortiert, während die abstimmungsberechtigten Länder nach der Reihenfolge bei der Vergabe der Jurypunkte sortiert sind. Das gelb unterlegte Land zeigt den ersten Platz und damit den Sieger. Die orange unterlegte Zeile stellt die Televotingpunkte dar, während die weiß bzw. gelb unterlegte Zeile die Jurypunkte darstellt.
| Land                   | Abstimmungsergebnisse | Abstimmungsergebnisse | Abstimmungsergebnisse | Abstimmungsergebnisse | Abstimmungsergebnisse | Abstimmungsergebnisse | Abstimmungsergebnisse | Abstimmungsergebnisse | Abstimmungsergebnisse | Abstimmungsergebnisse | Abstimmungsergebnisse | Abstimmungsergebnisse | Abstimmungsergebnisse | Abstimmungsergebnisse | Abstimmungsergebnisse | Abstimmungsergebnisse | Abstimmungsergebnisse | Abstimmungsergebnisse | Abstimmungsergebnisse | Abstimmungsergebnisse | Abstimmungsergebnisse | Abstimmungsergebnisse | Abstimmungsergebnisse | Abstimmungsergebnisse | Abstimmungsergebnisse | Abstimmungsergebnisse | Abstimmungsergebnisse | Abstimmungsergebnisse | Abstimmungsergebnisse | Abstimmungsergebnisse | Abstimmungsergebnisse | Abstimmungsergebnisse | Abstimmungsergebnisse | Abstimmungsergebnisse | Abstimmungsergebnisse | Abstimmungsergebnisse | Abstimmungsergebnisse | Abstimmungsergebnisse | Abstimmungsergebnisse | Abstimmungsergebnisse | Abstimmungsergebnisse | Abstimmungsergebnisse |
| Land                   | Punkte                | Punkte                | UA                    | IT                    | LV                    | NL                    | MT                    | MD                    | IE                    | SM                    | AZ                    | AT                    | FR                    | FI                    | BE                    | DE                    | PT                    | HR                    | EE                    | AM                    | PL                    | RO                    | IS                    | RS                    | CY                    | NO                    | CH                    | AU                    | DK                    | ES                    | IL                    | SE                    | GE                    | CZ                    | SI                    | GR                    | AL                    | LT                    | UK                    | WO                    | Votings               | Votings               |
| ---------------------- | --------------------- | --------------------- | --------------------- | --------------------- | --------------------- | --------------------- | --------------------- | --------------------- | --------------------- | --------------------- | --------------------- | --------------------- | --------------------- | --------------------- | --------------------- | --------------------- | --------------------- | --------------------- | --------------------- | --------------------- | --------------------- | --------------------- | --------------------- | --------------------- | --------------------- | --------------------- | --------------------- | --------------------- | --------------------- | --------------------- | --------------------- | --------------------- | --------------------- | --------------------- | --------------------- | --------------------- | --------------------- | --------------------- | --------------------- | --------------------- | --------------------- | --------------------- |
| Österreich             | 120                   | 104                   | –                     | –                     | –                     | 1                     | 1                     | –                     | –                     | 6                     | –                     |                       | 10                    | 2                     | 12                    | 2                     | –                     | –                     | –                     | 2                     | –                     | –                     | 8                     | 6                     | 10                    | –                     | 7                     | 6                     | 7                     | –                     | 6                     | –                     | –                     | –                     | 3                     | 7                     | –                     | 8                     | –                     |                       | 18                    | 22                    |
| Österreich             | 120                   | 016                   | –                     | –                     | –                     | 4                     | –                     | –                     | –                     | –                     | –                     |                       | –                     | 2                     | –                     | –                     | –                     | –                     | –                     | –                     | –                     | –                     | –                     | 3                     | –                     | –                     | –                     | 7                     | –                     | –                     | –                     | –                     | –                     | –                     | –                     | –                     | –                     | –                     | –                     | –                     | 04                    | 22                    |
| Portugal               | 059                   | 043                   | –                     | –                     | –                     | 5                     | 3                     | 8                     | –                     | –                     | –                     | –                     | 5                     | 3                     | –                     | –                     |                       | 1                     | –                     | –                     | –                     | –                     | –                     | –                     | –                     | –                     | –                     | 2                     | –                     | 6                     | –                     | –                     | –                     | –                     | –                     | 10                    | –                     | –                     | –                     |                       | 09                    | 12                    |
| Portugal               | 059                   | 016                   | –                     | –                     | –                     | –                     | –                     | –                     | –                     | –                     | –                     | –                     | 5                     | –                     | –                     | –                     |                       | –                     | –                     | –                     | –                     | –                     | –                     | –                     | –                     | –                     | 7                     | –                     | –                     | 4                     | –                     | –                     | –                     | –                     | –                     | –                     | –                     | –                     | –                     | –                     | 03                    | 12                    |
| Schweiz                | 092                   | 061                   | –                     | 4                     | –                     | 6                     | 6                     | –                     | –                     | –                     | 4                     | 4                     | 3                     | 10                    | –                     | –                     | 2                     | –                     | –                     | –                     | 2                     | –                     | –                     | –                     | 2                     | 2                     |                       | –                     | –                     | –                     | –                     | 6                     | –                     | –                     | 1                     | 2                     | 7                     | –                     | –                     |                       | 15                    | 25                    |
| Schweiz                | 092                   | 031                   | –                     | 1                     | –                     | –                     | –                     | –                     | –                     | –                     | 1                     | 2                     | –                     | 1                     | –                     | 3                     | –                     | –                     | 4                     | 2                     | –                     | –                     | –                     | –                     | –                     | 5                     |                       | –                     | 4                     | –                     | –                     | 8                     | –                     | –                     | –                     | –                     | –                     | –                     | –                     | –                     | 10                    | 25                    |
| Polen                  | 093                   | 012                   | 6                     | –                     | –                     | –                     | –                     | –                     | –                     | –                     | –                     | –                     | –                     | –                     | 2                     | –                     | –                     | –                     | –                     | 1                     |                       | 1                     | –                     | –                     | –                     | –                     | –                     | –                     | –                     | –                     | 2                     | –                     | –                     | –                     | –                     | –                     | –                     | –                     | –                     |                       | 05                    | 22                    |
| Polen                  | 093                   | 081                   | 12                    | –                     | –                     | 2                     | –                     | 4                     | 8                     | 1                     | –                     | –                     | –                     | –                     | 4                     | 4                     | –                     | –                     | 3                     | 5                     |                       | –                     | 7                     | –                     | 2                     | 6                     | –                     | –                     | 5                     | –                     | –                     | –                     | –                     | –                     | 1                     | –                     | 1                     | 8                     | 8                     | –                     | 17                    | 22                    |
| Serbien                | 030                   | 014                   | –                     | 1                     | –                     | –                     | –                     | –                     | –                     | –                     | –                     | –                     | –                     | –                     | –                     | 3                     | 4                     | 4                     | –                     | –                     | –                     | –                     | 1                     |                       | –                     | –                     | –                     | –                     | –                     | –                     | –                     | –                     | –                     | –                     | –                     | 1                     | –                     | –                     | –                     |                       | 06                    | 10                    |
| Serbien                | 030                   | 016                   | –                     | –                     | –                     | –                     | 2                     | –                     | –                     | –                     | –                     | –                     | –                     | –                     | –                     | –                     | –                     | 7                     | –                     | –                     | –                     | –                     | –                     |                       | –                     | –                     | 1                     | –                     | –                     | –                     | –                     | –                     | –                     | –                     | 6                     | –                     | –                     | –                     | –                     | –                     | 04                    | 10                    |
| Frankreich             | 104                   | 054                   | –                     | –                     | –                     | 3                     | –                     | –                     | 5                     | –                     | –                     | –                     |                       | 7                     | 1                     | –                     | –                     | –                     | –                     | 7                     | –                     | –                     | –                     | 4                     | –                     | –                     | –                     | –                     | 6                     | 5                     | –                     | 10                    | –                     | –                     | –                     | –                     | –                     | 6                     | –                     |                       | 10                    | 27                    |
| Frankreich             | 104                   | 050                   | –                     | –                     | –                     | –                     | 1                     | –                     | –                     | –                     | –                     | –                     |                       | –                     | 2                     | –                     | 2                     | –                     | –                     | 10                    | –                     | 3                     | 4                     | 1                     | 3                     | 8                     | –                     | 2                     | –                     | –                     | 1                     | 2                     | –                     | –                     | 3                     | 3                     | 3                     | 1                     | –                     | 1                     | 17                    | 27                    |
| Zypern                 | 126                   | 068                   | –                     | –                     | 6                     | –                     | 5                     | 4                     | –                     | –                     | –                     | 2                     | –                     | 1                     | –                     | –                     | –                     | –                     | –                     | 5                     | 10                    | 6                     | –                     | –                     |                       | 7                     | –                     | 3                     | 5                     | –                     | 1                     | 1                     | 3                     | –                     | –                     | 4                     | 4                     | 1                     | –                     |                       | 17                    | 28                    |
| Zypern                 | 126                   | 058                   | –                     | –                     | –                     | –                     | –                     | 3                     | –                     | 5                     | 6                     | –                     | –                     | –                     | –                     | –                     | –                     | –                     | –                     | 8                     | 4                     | 1                     | –                     | –                     |                       | 2                     | –                     | 8                     | 2                     | –                     | –                     | –                     | –                     | –                     | –                     | 12                    | 7                     | –                     | –                     | –                     | 11                    | 28                    |
| Spanien                | 100                   | 095                   | –                     | –                     | 8                     | 7                     | –                     | 3                     | –                     | 2                     | 7                     | –                     | –                     | –                     | 6                     | 7                     | 10                    | 6                     | 2                     | 6                     | –                     | –                     | 3                     | 3                     | 6                     | 1                     | 3                     | 4                     | –                     |                       | –                     | –                     | –                     | 3                     | 2                     | –                     | 1                     | –                     | 5                     |                       | 21                    | 23                    |
| Spanien                | 100                   | 005                   | –                     | –                     | –                     | –                     | –                     | –                     | –                     | –                     | –                     | –                     | –                     | –                     | –                     | –                     | 3                     | –                     | –                     | –                     | –                     | –                     | –                     | –                     | –                     | –                     | –                     | –                     | –                     |                       | –                     | –                     | –                     | –                     | –                     | –                     | –                     | –                     | –                     | 2                     | 02                    | 23                    |
| Schweden               | 583                   | 340                   | 12                    | 8                     | 10                    | 12                    | 12                    | 12                    | 12                    | 4                     | 10                    | 10                    | 6                     | 12                    | 8                     | 12                    | 5                     | 10                    | 12                    | 10                    | 7                     | 10                    | 7                     | 5                     | 12                    | 10                    | 6                     | 7                     | 12                    | 12                    | 12                    |                       | 4                     | 10                    | 7                     | 6                     | 12                    | 12                    | 12                    |                       | 36                    | 72                    |
| Schweden               | 583                   | 243                   | 3                     | 3                     | 8                     | 8                     | 10                    | 8                     | 6                     | 8                     | 10                    | 4                     | 3                     | –                     | 10                    | 1                     | 7                     | 2                     | 10                    | 7                     | 7                     | 8                     | 10                    | 6                     | 8                     | 10                    | 5                     | 10                    | 8                     | 5                     | 4                     |                       | 7                     | 6                     | 4                     | 8                     | 10                    | 7                     | 5                     | 7                     | 36                    | 72                    |
| Albanien               | 076                   | 017                   | –                     | –                     | –                     | –                     | –                     | 1                     | –                     | –                     | 8                     | –                     | –                     | –                     | –                     | –                     | –                     | –                     | –                     | –                     | –                     | 5                     | –                     | –                     | –                     | –                     | –                     | –                     | –                     | –                     | –                     | –                     | –                     | –                     | –                     | 3                     |                       | –                     | –                     |                       | 04                    | 14                    |
| Albanien               | 076                   | 59                    | –                     | 7                     | –                     | –                     | 3                     | –                     | –                     | –                     | –                     | 3                     | –                     | –                     | 3                     | 8                     | –                     | 6                     | –                     | –                     | –                     | –                     | –                     | –                     | –                     | –                     | 12                    | –                     | –                     | –                     | –                     | –                     | –                     | –                     | 7                     | 4                     |                       | –                     | –                     | 6                     | 10                    | 14                    |
| Italien                | 350                   | 176                   | 2                     |                       | 3                     | –                     | 10                    | 10                    | –                     | 12                    | 6                     | 12                    | 2                     | 6                     | 7                     | 4                     | –                     | 12                    | 5                     | –                     | 6                     | 12                    | –                     | 2                     | 5                     | 6                     | 8                     | 1                     | –                     | 10                    | –                     | 7                     | 8                     | 4                     | 12                    | –                     | 2                     | –                     | 2                     |                       | 26                    | 55                    |
| Italien                | 350                   | 174                   | –                     |                       | –                     | 3                     | 12                    | 5                     | –                     | 7                     | 4                     | 8                     | 7                     | –                     | 7                     | 10                    | 6                     | 8                     | 2                     | 3                     | –                     | 7                     | 1                     | 2                     | 6                     | 7                     | 10                    | –                     | 3                     | 6                     | 7                     | 6                     | 5                     | 1                     | 8                     | 5                     | 12                    | 6                     | –                     | –                     | 29                    | 55                    |
| Estland                | 168                   | 146                   | 5                     | 6                     | 12                    | –                     | –                     | 7                     | –                     | 10                    | 1                     | –                     | –                     | –                     | –                     | 10                    | 8                     | 3                     |                       | –                     | 8                     | 8                     | –                     | –                     | –                     | –                     | 10                    | 8                     | –                     | 7                     | 5                     | 2                     | 5                     | 2                     | 10                    | –                     | 8                     | 5                     | 6                     |                       | 22                    | 26                    |
| Estland                | 168                   | 022                   | –                     | –                     | 6                     | 5                     | –                     | –                     | –                     | –                     | –                     | –                     | –                     | 6                     | –                     | –                     | –                     | –                     |                       | –                     | –                     | –                     | –                     | –                     | –                     | –                     | –                     | –                     | –                     | –                     | –                     | –                     | –                     | –                     | –                     | –                     | –                     | 5                     | –                     | –                     | 04                    | 26                    |
| Finnland               | 526                   | 150                   | –                     | –                     | –                     | 10                    | 8                     | –                     | 8                     | –                     | 3                     | 8                     | 8                     |                       | 5                     | –                     | –                     | 7                     | 10                    | 8                     | –                     | –                     | 10                    | 7                     | 3                     | 12                    | –                     | 5                     | 8                     | 1                     | 8                     | 12                    | 1                     | 5                     | –                     | –                     | –                     | 3                     | –                     |                       | 22                    | 59                    |
| Finnland               | 526                   | 376                   | 10                    | 6                     | 12                    | 12                    | 8                     | 7                     | 12                    | 12                    | 8                     | 12                    | 6                     |                       | 12                    | 12                    | 10                    | 10                    | 12                    | 6                     | 10                    | 10                    | 12                    | 12                    | 7                     | 12                    | 8                     | 12                    | 12                    | 12                    | 12                    | 12                    | 8                     | 10                    | 10                    | 10                    | 6                     | 12                    | 12                    | 10                    | 37                    | 59                    |
| Tschechien             | 129                   | 094                   | 7                     | 7                     | –                     | 8                     | –                     | –                     | 3                     | –                     | –                     | 5                     | 4                     | 8                     | 3                     | 5                     | 7                     | –                     | –                     | –                     | –                     | –                     | 6                     | 1                     | 1                     | 4                     | 12                    | –                     | –                     | –                     | 4                     | 3                     | –                     |                       | 6                     | –                     | –                     | –                     | –                     |                       | 18                    | 30                    |
| Tschechien             | 129                   | 035                   | 2                     | 2                     | 1                     | –                     | –                     | 1                     | –                     | –                     | 3                     | –                     | –                     | 10                    | –                     | –                     | –                     | 3                     | –                     | –                     | 3                     | –                     | –                     | 4                     | –                     | –                     | –                     | –                     | –                     | –                     | 2                     | 3                     | –                     |                       | –                     | 1                     | –                     | –                     | –                     | –                     | 12                    | 30                    |
| Australien             | 151                   | 130                   | 8                     | –                     | –                     | –                     | –                     | 5                     | 4                     | 5                     | 5                     | –                     | –                     | –                     | 4                     | 8                     | 12                    | –                     | 8                     | –                     | 4                     | 3                     | 12                    | –                     | 8                     | 5                     | 2                     |                       | 2                     | –                     | –                     | –                     | 2                     | 7                     | 4                     | 5                     | 3                     | 4                     | 10                    |                       | 23                    | 29                    |
| Australien             | 151                   | 021                   | –                     | –                     | –                     | 1                     | –                     | –                     | –                     | –                     | –                     | –                     | –                     | 8                     | –                     | –                     | –                     | –                     | 6                     | –                     | –                     | –                     | 3                     | –                     | –                     | –                     | –                     |                       | –                     | –                     | –                     | 1                     | –                     | –                     | –                     | –                     | –                     | –                     | 2                     | –                     | 06                    | 29                    |
| Belgien                | 182                   | 127                   | –                     | 2                     | 2                     | 4                     | –                     | –                     | 10                    | 7                     | –                     | 3                     | –                     | 5                     |                       | –                     | 6                     | –                     | 6                     | –                     | 5                     | 2                     | 5                     | –                     | –                     | –                     | –                     | 12                    | 3                     | 4                     | 3                     | –                     | 12                    | –                     | 5                     | 12                    | 5                     | 7                     | 7                     |                       | 22                    | 35                    |
| Belgien                | 182                   | 055                   | –                     | –                     | –                     | 10                    | –                     | –                     | 3                     | –                     | –                     | –                     | 2                     | –                     |                       | 2                     | 1                     | –                     | –                     | –                     | –                     | –                     | 6                     | –                     | –                     | 4                     | –                     | 3                     | 6                     | 3                     | –                     | 7                     | –                     | –                     | 2                     | –                     | –                     | –                     | 6                     | –                     | 13                    | 35                    |
| Armenien               | 122                   | 069                   | –                     | 5                     | 1                     | –                     | –                     | 2                     | 6                     | –                     | –                     | 1                     | 7                     | –                     | –                     | –                     | –                     | –                     | 3                     |                       | 1                     | –                     | –                     | –                     | 4                     | –                     | 5                     | –                     | –                     | 3                     | –                     | –                     | 10                    | 8                     | –                     | –                     | 10                    | –                     | 3                     |                       | 15                    | 25                    |
| Armenien               | 122                   | 053                   | –                     | –                     | –                     | –                     | –                     | 2                     | –                     | –                     | –                     | –                     | 12                    | –                     | 6                     | –                     | –                     | –                     | –                     |                       | –                     | –                     | –                     | –                     | 4                     | –                     | –                     | –                     | –                     | 2                     | 3                     | –                     | 12                    | 2                     | –                     | 2                     | –                     | –                     | –                     | 8                     | 10                    | 25                    |
| Moldau                 | 096                   | 020                   | –                     | –                     | –                     | –                     | –                     |                       | –                     | 3                     | –                     | –                     | –                     | –                     | –                     | –                     | –                     | 2                     | –                     | –                     | –                     | 7                     | –                     | –                     | –                     | 8                     | –                     | –                     | –                     | –                     | –                     | –                     | –                     | –                     | –                     | –                     | –                     | –                     | –                     |                       | 04                    | 21                    |
| Moldau                 | 096                   | 076                   | 6                     | 12                    | –                     | –                     | –                     |                       | 4                     | 3                     | –                     | –                     | 8                     | 3                     | –                     | –                     | 8                     | 1                     | –                     | –                     | –                     | 12                    | –                     | –                     | 1                     | –                     | –                     | –                     | 1                     | 1                     | 5                     | –                     | 3                     | 5                     | –                     | –                     | –                     | 2                     | 1                     | –                     | 17                    | 21                    |
| Ukraine                | 243                   | 054                   |                       | 10                    | 4                     | –                     | –                     | 6                     | –                     | –                     | 2                     | –                     | 1                     | –                     | –                     | –                     | –                     | –                     | 7                     | 3                     | –                     | –                     | –                     | –                     | –                     | –                     | –                     | –                     | –                     | –                     | 7                     | –                     | –                     | 12                    | –                     | –                     | –                     | 2                     | –                     |                       | 10                    | 38                    |
| Ukraine                | 243                   | 189                   |                       | 8                     | 7                     | –                     | 5                     | 12                    | 7                     | 6                     | 7                     | 5                     | 4                     | –                     | 1                     | 7                     | 12                    | –                     | 8                     | 1                     | 12                    | 4                     | 2                     | –                     | 10                    | 1                     | –                     | –                     | 7                     | 10                    | 8                     | 4                     | 10                    | 12                    | –                     | –                     | –                     | 10                    | 4                     | 5                     | 28                    | 38                    |
| Norwegen               | 268                   | 052                   | –                     | –                     | –                     | –                     | 2                     | –                     | –                     | 1                     | –                     | –                     | –                     | –                     | –                     | 6                     | 1                     | –                     | –                     | 4                     | –                     | –                     | 4                     | –                     | –                     |                       | 4                     | –                     | 10                    | 2                     | 10                    | 8                     | –                     | –                     | –                     | –                     | –                     | –                     | –                     |                       | 11                    | 47                    |
| Norwegen               | 268                   | 216                   | 7                     | 10                    | 3                     | 7                     | 7                     | 6                     | 5                     | 4                     | 2                     | 7                     | 1                     | 12                    | 8                     | 5                     | 4                     | 5                     | 7                     | 4                     | 8                     | 5                     | 8                     | 5                     | 5                     |                       | 2                     | 6                     | 10                    | 8                     | 10                    | 10                    | 2                     | 7                     | 5                     | 6                     | 4                     | –                     | 7                     | 4                     | 36                    | 47                    |
| Deutschland            | 018                   | 003                   | –                     | –                     | –                     | –                     | –                     | –                     | –                     | –                     | –                     | –                     | –                     | –                     | –                     |                       | –                     | –                     | –                     | –                     | –                     | –                     | 2                     | –                     | –                     | –                     | –                     | –                     | –                     | –                     | –                     | –                     | –                     | 1                     | –                     | –                     | –                     | –                     | –                     |                       | 02                    | 05                    |
| Deutschland            | 018                   | 015                   | –                     | –                     | –                     | –                     | –                     | –                     | –                     | –                     | –                     | 6                     | –                     | 5                     | –                     |                       | –                     | –                     | –                     | –                     | –                     | –                     | –                     | –                     | –                     | –                     | 4                     | –                     | –                     | –                     | –                     | –                     | –                     | –                     | –                     | –                     | –                     | –                     | –                     | –                     | 03                    | 05                    |
| Litauen                | 127                   | 081                   | 10                    | 3                     | 7                     | –                     | 4                     | –                     | 1                     | 8                     | –                     | 7                     | –                     | –                     | –                     | 1                     | –                     | –                     | 1                     | –                     | 3                     | –                     | –                     | –                     | –                     | –                     | –                     | 10                    | 4                     | –                     | –                     | –                     | 6                     | –                     | 8                     | –                     | –                     |                       | 8                     |                       | 15                    | 23                    |
| Litauen                | 127                   | 046                   | 4                     | –                     | 10                    | –                     | –                     | –                     | 10                    | 2                     | –                     | –                     | –                     | –                     | –                     | –                     | –                     | –                     | 5                     | –                     | 1                     | –                     | –                     | –                     | –                     | –                     | –                     | –                     | –                     | –                     | –                     | –                     | 4                     | –                     | –                     | –                     | –                     |                       | 10                    | –                     | 08                    | 23                    |
| Israel                 | 362                   | 177                   | 1                     | 12                    | 5                     | 2                     | 7                     | –                     | 7                     | –                     | 12                    | –                     | 12                    | –                     | 10                    | –                     | –                     | 8                     | 4                     | 12                    | 12                    | 4                     | –                     | 10                    | 7                     | 3                     | 1                     | –                     | –                     | 8                     |                       | 5                     | 7                     | –                     | –                     | 8                     | 6                     | 10                    | 4                     |                       | 25                    | 55                    |
| Israel                 | 362                   | 185                   | 1                     | 5                     | 5                     | 6                     | 6                     | 10                    | 1                     | 10                    | 12                    | 1                     | 10                    | –                     | 5                     | –                     | 5                     | 4                     | –                     | 12                    | 5                     | 6                     | –                     | 7                     | 12                    | 3                     | 3                     | 5                     | –                     | 7                     |                       | –                     | 6                     | 8                     | –                     | 7                     | 5                     | 3                     | 3                     | 12                    | 30                    | 55                    |
| Slowenien              | 078                   | 033                   | 3                     | –                     | –                     | –                     | –                     | –                     | –                     | –                     | –                     | 6                     | –                     | –                     | –                     | –                     | –                     | 5                     | –                     | –                     | –                     | –                     | –                     | 12                    | –                     | –                     | –                     | –                     | –                     | –                     | –                     | –                     | –                     | 6                     |                       | –                     | –                     | –                     | 1                     |                       | 06                    | 17                    |
| Slowenien              | 078                   | 045                   | –                     | –                     | 2                     | –                     | –                     | –                     | –                     | –                     | 5                     | –                     | –                     | 7                     | –                     | –                     | –                     | 12                    | 1                     | –                     | 2                     | 2                     | –                     | 8                     | –                     | –                     | –                     | 1                     | –                     | –                     | –                     | –                     | –                     | 3                     |                       | –                     | 2                     | –                     | –                     | –                     | 11                    | 17                    |
| Kroatien               | 123                   | 011                   | –                     | –                     | –                     | –                     | –                     | –                     | –                     | –                     | –                     | –                     | –                     | –                     | –                     | –                     | 3                     |                       | –                     | –                     | –                     | –                     | –                     | 8                     | –                     | –                     | –                     | –                     | –                     | –                     | –                     | –                     | –                     | –                     | –                     | –                     | –                     | –                     | –                     |                       | 02                    | 22                    |
| Kroatien               | 123                   | 112                   | 8                     | 4                     | 4                     | –                     | –                     | –                     | 2                     | –                     | –                     | 10                    | –                     | 4                     | –                     | 6                     | –                     |                       | –                     | –                     | 6                     | –                     | 5                     | 10                    | –                     | –                     | 6                     | 4                     | –                     | –                     | 6                     | 5                     | 1                     | 4                     | 12                    | –                     | 8                     | 4                     | –                     | 3                     | 20                    | 22                    |
| Vereinigtes Königreich | 024                   | 015                   | 4                     | –                     | –                     | –                     | –                     | –                     | 2                     | –                     | –                     | –                     | –                     | 4                     | –                     | –                     | –                     | –                     | –                     | –                     | –                     | –                     | –                     | –                     | –                     | –                     | –                     | –                     | 1                     | –                     | –                     | 4                     | –                     | –                     | –                     | –                     | –                     | –                     |                       |                       | 05                    | 07                    |
| Vereinigtes Königreich | 024                   | 009                   | 5                     | –                     | –                     | –                     | 4                     | –                     | –                     | –                     | –                     | –                     | –                     | –                     | –                     | –                     | –                     | –                     | –                     | –                     | –                     | –                     | –                     | –                     | –                     | –                     | –                     | –                     | –                     | –                     | –                     | –                     | –                     | –                     | –                     | –                     | –                     | –                     |                       | –                     | 02                    | 07                    |

In der Tabelle sind die niedrigsten (Hintergrund rot) und höchsten (Hintergrund grün) Gesamtwerte gekennzeichnet.
- Die wenigsten Jury-Votings:  Deutschland,  Kroatien – 2
- Die wenigsten Televoting-Votings:  Spanien,  Vereinigtes Königreich – 2
- Die wenigsten Gesamt-Votings:  Deutschland – 5
- Die wenigsten Jury-Punkte:  Deutschland – 3
- Die wenigsten Televoting-Punkte:  Spanien – 5
- Die wenigsten Gesamt-Punkte:  Deutschland – 18
- Die meisten Jury-Votings:  Schweden – 36
- Die meisten Televoting-Votings:  Finnland – 37
- Die meisten Gesamt-Votings:  Schweden – 72
- Die meisten Jury-Punkte:  Schweden – 340
- Die meisten Televoting-Punkte:  Finnland – 376
- Die meisten Gesamt-Punkte:  Schweden – 583

#### Statistik der Zwölf-Punkte-Vergabe (Finale)

##### Jury

Punkte der Jurys für das Gewinnerlied aus Schweden

| Anzahl | Land       | erhalten von |
| ------ | ---------- | --- |
| 15     | Schweden   | Albanien, Dänemark, Deutschland, Estland, Finnland, Irland, Israel, Litauen, Malta, Moldau, Niederlande, Spanien, Ukraine, Vereinigtes Königreich, Zypern |
| 5      | Israel     | Aserbaidschan, Armenien, Frankreich, Italien, Polen |
| 5      | Italien    | Kroatien, Österreich, Rumänien, San Marino, Slowenien |
| 3      | Belgien    | Australien, Georgien, Griechenland |
| 2      | Australien | Island, Portugal |
| 2      | Finnland   | Norwegen, Schweden |
| 1      | Estland    | Lettland |
| 1      | Österreich | Belgien |
| 1      | Slowenien  | Serbien |
| 1      | Tschechien | Schweiz |
| 1      | Ukraine    | Tschechien |

##### Zuschauer

Punkte der Zuschauer für das Gewinnerlied aus Schweden

| Anzahl | Land      | erhalten von |
| ------ | --------- | --- |
| 18     | Finnland  | Australien, Belgien, Dänemark, Deutschland, Estland, Irland, Island, Israel, Lettland, Litauen, Niederlande, Norwegen, Österreich, San Marino, Schweden, Serbien, Spanien, Vereinigtes Königreich |
| 4      | Israel    | Armenien, Aserbaidschan, Zypern, Rest der Welt |
| 4      | Ukraine   | Moldau, Polen, Portugal, Tschechien |
| 2      | Armenien  | Frankreich, Georgien |
| 2      | Italien   | Albanien, Malta |
| 2      | Moldau    | Italien, Rumänien |
| 1      | Albanien  | Schweiz |
| 1      | Kroatien  | Slowenien |
| 1      | Norwegen  | Finnland |
| 1      | Polen     | Ukraine |
| 1      | Slowenien | Kroatien |
| 1      | Zypern    | Griechenland |

#### Punktesprecher
Die Punktesprecher gaben die Ergebnisse der Juryabstimmung ihrer Länder bekannt. Die Abstimmungsreihenfolge wurde am Tag des Finales von der EBU festgelegt.
| Nr. | Land                   | Sprecher               | Bemerkung                                                                                          |
| --- | ---------------------- | ---------------------- | -------------------------------------------------------------------------------------------------- |
| 01  | Ukraine                | Zlata Ohnjewitsch      | Teilnehmerin 2013, Punktesprecherin 2014 und 2017                                                  |
| 02  | Italien                | Kaze                   | Teilnehmerin Sanremo Giovani 2022                                                                  |
| 03  | Lettland               | Jānis Pētersons        | Teilnehmer 2022 als Teil von Citi Zēni                                                             |
| 04  | Niederlande            | S10                    | Teilnehmerin 2022                                                                                  |
| 05  | Malta                  | Ryan Hili              | Teilnehmer MESC 2023                                                                               |
| 06  | Moldau                 | Doina Stimpovschi      | Punktesprecherin 2019, Moderatorin Finala Națională Eurovision 2020                                |
| 07  | Irland                 | Niamh Kavanagh         | Siegerin 1993, Teilnehmerin 2010 und Punktesprecherin 2008                                         |
| 08  | San Marino             | John Kennedy O’Connor  | Punktesprecher 2013 und 2018                                                                       |
| 09  | Aserbaidschan          | Narmin Salmanova       | Punktesprecherin 2022                                                                              |
| 10  | Österreich             | Philipp Hansa          | Punktesprecher 2019 bis 2022                                                                       |
| 11  | Frankreich             | Anggun                 | Teilnehmerin 2012                                                                                  |
| 12  | Finnland               | Bess                   | Teilnehmerin UMK 2022                                                                              |
| 13  | Belgien                | Bart Cannaerts         | –                                                                                                  |
| 14  | Deutschland            | Elton                  | Co-Moderator von Unser Lied für Lissabon                                                           |
| 15  | Portugal               | Maro                   | Teilnehmerin 2022                                                                                  |
| 16  | Kroatien               | Maja Ciglenečki        | –                                                                                                  |
| 17  | Estland                | Ragnar Klavan          | –                                                                                                  |
| 18  | Armenien               | Maléna                 | Siegerin JESC 2021                                                                                 |
| 19  | Polen                  | Ida Nowakowska         | Moderatorin des JESC 2019 und 2020, Punktesprecherin 2021 und 2022                                 |
| 20  | Rumänien               | Eda Marcus             | Punktesprecherin 2022                                                                              |
| 21  | Island                 | Einar Hrafn Stefánsson | Teilnehmer 2019 als Teil von Hatari                                                                |
| 22  | Serbien                | Dragana Kosjerina      | Moderatorin Odbrojavanje za Beč, Pesma za Evroviziju 2023, Punktesprecherin 2016 und 2018 bis 2022 |
| 23  | Zypern                 | Loukas Hamatsos        | Punktesprecher 2000, 2003, 2004, 2011 bis 2013, 2015, 2016 und seit 2021                           |
| 24  | Norwegen               | Ben Adams              | Teilnehmer 2022 (als Mitglied von Subwoolfer)                                                      |
| 25  | Schweiz                | Chiara Dubey           | Teilnehmerin ESC 2018 – Entscheidungsshow                                                          |
| 26  | Australien             | Catherine Martin       | –                                                                                                  |
| 27  | Dänemark               | Tina Müller            | Punktesprecherin 2021 und 2022, Moderatorin Dansk Melodi Grand Prix 2021 bis 2023                  |
| 28  | Spanien                | Ruth Lorenzo           | Teilnehmerin 2014                                                                                  |
| 29  | Israel                 | Ilanit                 | Teilnehmerin 1973 und 1977                                                                         |
| 30  | Schweden               | Farah Abadi            | Moderatorin des Melodifestivalen 2023                                                              |
| 31  | Georgien               | Iago Waitman           | Teilnehmer 2022 als Teil von Circus Mircus                                                         |
| 32  | Tschechien             | Radka Rosická          | Punktesprecherin 2017 bis 2019                                                                     |
| 33  | Slowenien              | Melani Mekicar         | Moderatorin Evrovizijska Melodija 2022                                                             |
| 34  | Griechenland           | Fotis Sergoulopoulos   | –                                                                                                  |
| 35  | Albanien               | Andri Xhahu            | Punktesprecher seit 2012                                                                           |
| 36  | Litauen                | Monika Liu             | Teilnehmerin 2022                                                                                  |
| 37  | Vereinigtes Königreich | Catherine Tate         | –                                                                                                  |

### Marcel-Bezençon-Preis
Die diesjährigen Gewinner des seit 2002 verliehenen Marcel-Bezençon-Preises sind:
- Presse-Preis für den besten Song:  Schweden – Loreen – Tattoo
- Künstler-Preis für die beste Performance:  Schweden – Loreen – Tattoo
- Komponisten-Preis für die beste Komposition/Text:  Italien – Marco Mengoni, Davide Petrella, Davide Simonetta – Due vite

## Absagen

### Absagen und daher keine Rückkehr zum ESC
| Staat                   | Grund und Bemerkung | letzte Teilnahme |
| ----------------------- | --- | ---------------- |
| Andorra                 | Am 26. Mai 2022 gab RTVA bekannt, dass eine Teilnahme Andorras beim Eurovision Song Contest in den nächsten Jahren unwahrscheinlich sei. Als Grund wurde genannt, dass der ESC nicht zu den Plänen des Senders gehöre. Am 29. Mai 2022 gab der Sender schließlich bekannt, dass er nicht zum ESC 2023 zurückkehren werde. | 2009             |
| Bosnien und Herzegowina | Die bosnische Fernsehstation BHRT gab am 24. März 2022 bekannt, dass sie kurz vor der Insolvenz stehe. Aufgrund ausstehender Zahlung an die EBU ist der Sender zudem seit Dezember 2016 von allen Angeboten ausgeschlossen. Am 14. Oktober 2022 bestätigte BHRT, dass man 2023 nicht am Wettbewerb teilnehmen werde. | 2016             |
| Bulgarien               | Am 13. Oktober 2022 meldete die Seite EurovisionFun, dass Bulgarien aufgrund finanzieller Schwierigkeiten und der unsicheren politischen Situation im Land 2023 nicht am ESC teilnehmen würde. Am 14. Oktober 2022 wurde von OGAE Greece eine Twitter-Direktnachricht des Senders BNT geteilt, wonach sich das Land 2023 vom ESC zurückziehen würde und vermutlich auch an zukünftigen Austragungen des Wettbewerbs nicht teilnehmen würde. Jedoch wurde diese Nachricht wenige Tage später vom Sender dementiert; es hieß, man habe diesbezüglich „keine offizielle Position oder Information, die man derzeit mitteilen könne“. Auch ist der Twitteraccount des Senders BNT seither nicht mehr aktiv geworden. Bulgarien stand am Ende nicht auf der Teilnehmerliste für 2023 und nahm nicht an dem Wettbewerb teil. | 2022             |
| Luxemburg               | Am 2. August 2022 teilte der luxemburgische Fernsehsender RTL mit, dass der Sender aktuell nicht plane wieder am Wettbewerb teilzunehmen. Neben den Kosten, die eine Teilnahme mit sich bringen würde, passe der Song Contest als Unterhaltungssendung nicht in das Konzept des Senders, welches sich auf Informationssendungen konzentriert. | 1993             |
| Marokko                 | Marokko befand sich nicht auf der Teilnehmerliste für 2023, womit das Land nicht zum Wettbewerb zurückkehrte. | 1980             |
| Montenegro              | Am 30. Mai 2022 gab der montenegrinische Fernsehsender RTCG bekannt, dass man nicht am Junior Eurovision Song Contest 2022 teilnehmen werde. Gleichzeitig gab man an, dass der Fokus auf dem Eurovision Song Contest liege. Eine offizielle Teilnahmebestätigung für den ESC 2023 seitens RTCG stand zu diesem Zeitpunkt allerdings noch aus. Am 13. Oktober 2022 meldete die Seite EurovisionFun, dass Montenegro aufgrund finanzieller Schwierigkeiten 2023 nicht am ESC teilnehmen werde. Am selben Tag bestätigte der RTCG, dass das Land nicht am ESC 2023 teilnehmen werde, und verwies auf finanzielle Engpässe und mangelndes Interesse von Sponsoren. | 2022             |
| Nordmazedonien          | Der nordmazedonische Sender MRT gab am 10. Mai 2022 bekannt, dass er sich 2023 eventuell von der Veranstaltung zurückziehen werde. Als Grund wurde der Zwischenfall beim vergangenen Eurovision Song Contest angegeben, bei dem die Teilnehmerin Andrea eine nordmazedonische Flagge „unter Missachtung des Respekts gegenüber staatlichen Repräsentationssymbolen“ (was strafbar ist) zur Seite geworfen hat. Am 5. Juli 2022 legte die Delegationsleiterin Nordmazedoniens Meri Popowa dem Management des Senders einen Bericht vor, der Vorschläge beschreibt inwiefern das Land wieder bessere Ergebnisse im Wettbewerb erzielen könnte. Dabei bat Popowa auch um eine Klarstellung bezüglich des Vorfalls bei der Eröffnungszeremonie 2022 sowie um mehr Personal und Geld bezüglich der Delegation. Im September 2022 präsentierte MRT die Verteilung des Sender-Budgets für das Jahr 2023. Darin wird der Eurovision Song Contest 2023 nicht erwähnt, allerdings Budget für den Junior Eurovision Song Contest 2023 eingeplant. Am 14. Oktober 2022 bestätigte MRT, dass man aufgrund der Wirtschafts- und Energiekrise und hoher Kosten 2023 nicht am ESC teilnehmen werde. | 2022             |
| Slowakei                | Am 10. Juni 2022 bestätigte RTVS fälschlicherweise gegenüber ESCToday, dass die Slowakei nicht zum Wettbewerb 2023 zurückkehren würde. Als Grund wurden finanzielle Einschränkungen des Senders und niedrige Zuschauerzahlen beim ESC genannt. Am 12. Juni 2022 gab der Sender jedoch bekannt, dass, auf Grund der Wahl des Generaldirektors, über eine Teilnahme am ESC 2023 frühestens im August entschieden werde. Schlussendlich stand die Slowakei nicht auf der Teilnehmerliste für 2023, womit das Land nicht zum Wettbewerb zurückkehrte. | 2012             |
| Türkei                  | Die Türkei befand sich nicht auf der Teilnehmerliste für 2023, womit das Land nicht zum Wettbewerb zurückkehrte. | 2012             |
| Ungarn                  | Ungarn befand sich nicht auf der Teilnehmerliste für 2023, womit das Land nicht zum Wettbewerb zurückkehrte. | 2019             |

### Kein aktives EBU-Mitglied und daher keine Rückkehr zum ESC
| Staat    | Grund und Bemerkung | letzte Teilnahme        |
| -------- | --- | ----------------------- |
| Belarus  | Am 28. Mai 2021 beschloss die EBU, die Mitgliedschaft des belarussischen Staatssenders BTRC in der EBU im Zusammenhang mit der politischen Lage im Staat auszusetzen; eine Mitgliedschaft ist jedoch Voraussetzung für eine Teilnahme am Eurovision Song Contest. Die EBU hatte BTRC bis zum 10. Juni 2021 das Recht zur Beschwerde gegen die Entscheidung eingeräumt. Der Staat war bereits 2021 disqualifiziert worden. Bis zum Verstreichen des Ultimatums reichte das BTRC keine Beschwerde ein. Zum 1. Juli 2021 wurde die Mitgliedschaft in der EBU offiziell aufgelöst. Eine Teilnahme von Belarus ist damit ausgeschlossen. | 2019 (2020 war geplant) |
| Monaco   | Ende 2021 wurde bekannt, dass die Regierung des Fürstentums Monaco 2022 eine neue öffentliche Rundfunkanstalt namens Monte-Carlo Riviera für das Land einrichten wolle, die der EBU beitreten und am ESC teilnehmen könnte. Entsprechende Pläne wurden durch den Staatshaushalt 2022 bestätigt, in dem 100.000 € vorgesehen waren, um „die Bewerbung des Fürstentums für den Eurovisions-Wettbewerb 2023 einzuleiten“. Im April 2022 verschob Monaco den Start des neuen Rundfunks allerdings um ein Jahr auf den Sommer 2023, wodurch dieser frühestens 2024 am ESC teilnehmen könnte. Da der frühere monegassische Sender TMC, der nun zum französischen Privatfernsehen TF1 gehört, zum Jahreswechsel 2022 aus der EBU ausgetreten ist, ist dort nun kein Fernsehsender aus dem Fürstentum mehr Mitglied. Eine Teilnahme am ESC 2023 ist damit ausgeschlossen. | 2006                    |
| Russland | Nach dem russischen Überfall auf die Ukraine am 24. Februar 2022 bat die ukrainische Rundfunkanstalt UA:Suspilne mowlennja die EBU, dass die staatlichen russischen Fernsehsender von der EBU ausgeschlossen werden sollten, da diese die Werte der Organisation verletzten und keine Pressefreiheit garantieren könnten. Die Antwort der EBU war zunächst, dass Russland nicht suspendiert werde und weiter als ESC-Teilnehmer willkommen sei. Diese Entscheidung wurde kritisiert. Schließlich wurde am 25. Februar nach Konsultationen mit weiteren EBU-Mitgliedern der Ausschluss Russlands vom Wettbewerb 2022 verkündet. Die EBU erklärte, Russlands Teilnahme würde aktuell den Wettbewerb in Verruf bringen. Russland erklärte im Februar 2022, als Reaktion auf den Ausschluss vom Eurovision Song Contest 2022, aus der EBU auszutreten. Die EBU wartete auf eine formale schriftliche Austrittserklärung. Am 26. Mai suspendierte die EBU alle russischen Mitglieder bis auf weiteres. Eine Teilnahme ist damit ausgeschlossen. | 2021                    |

### Kein aktives EBU-Mitglied und daher kein Debüt beim ESC
| Staat         | Grund und Bemerkung |
| ------------- | --- |
| Kasachstan    | Bei einer Pressekonferenz bezüglich des Junior Eurovision Song Contest 2022 äußerte sich der kasachische Sender Khabar zuversichtlich in naher Zukunft beim Eurovision Song Contest teilnehmen zu werden. Khabar ist ein assoziiertes Mitglied der EBU, eine Teilnahme wäre wie im Falle von Australien nur durch eine Einladung möglich. Kasachstan nimmt seit 2018 am Junior Eurovision Song Contest teil. Jedoch stand Kasachstan nicht auf der Liste der Teilnehmer für 2023.                                                                      |
| Kosovo        | Am 16. Mai 2022 gab der Generaldirektor von Radio Televizioni i Kosovës (RTK), der öffentlichen Rundfunkanstalt des Kosovos, bekannt, dass der Sender zum Ende des Jahres eine volle EBU-Mitgliedschaft anstreben würde. Wäre dies gelungen, hätte der Sender direkt am ESC teilnehmen wollen. Der Generaldirektor verwies aber darauf, dass es noch einige Hürden gebe. So ist der Kosovo weiterhin kein Mitglied der Internationalen Fernmeldeunion, was eine Voraussetzung zur EBU-Mitgliedschaft ist. Ein Debüt beim ESC ist somit ausgeschlossen. |
| Liechtenstein | Am 9. August 2022 gab die Geschäftsführerin von 1 FL TV, Sandra Woldt bekannt, dass man sich nicht mehr um eine EBU-Mitgliedschaft bemühen werde. Man werde sich stattdessen auf die Berichterstattung im eigenen Land konzentrieren. Ein Debüt beim ESC ist somit ausgeschlossen. |

## Übertragung

### Deutschsprachige Länder
Am 29. März 2023 wurde bekannt, dass Das Erste, One, ORF 1 und SRF 1 ein gemeinsames Rahmenprogramm für das Finale ausstrahlen würden. Moderiert wurde dieses von Barbara Schöneberger aus der Tate Liverpool.

#### Deutschland
Die beiden Halbfinale wurden im Fernsehen auf One sowie online auf eurovision.de übertragen. Die Finalsendung wurde im TV auf Das Erste sowie online auf eurovision.de und Deutsche Welle übertragen. Kommentiert wurden die Liveshows wie in den Vorjahren von Peter Urban. Am 22. März 2023 wurde bekannt gegeben, dass er letztmalig diese Rolle übernehmen werde.
Wie im Vorjahr übertrug Radio Eins das Finale mit eigenem Kommentar.
| Datum        | Sendung              | Uhrzeit   | Fernsehsender          | Moderation/Kommentar                         | Zuschauer | Zuschauer | Marktanteil | Marktanteil |
| Datum        | Sendung              | Uhrzeit   | Fernsehsender          | Moderation/Kommentar                         | Gesamt    | 14–49 J.  | Gesamt      | 14–49 J.    |
| ------------ | -------------------- | --------- | ---------------------- | -------------------------------------------- | --------- | --------- | ----------- | ----------- |
| 9. Mai 2023  | Alles Eurovision     | 20:15 Uhr |                        | Moderation: Alina Stiegler & Stefan Spiegel  | 0,20 Mio. |           | 0,8 %       | 1,8 %       |
| 9. Mai 2023  | Erstes Halbfinale    | 21:00 Uhr | Kommentar: Peter Urban | 0,59 Mio.                                    | 0,29 Mio. | 2,8 %     | 6,3 %       |             |
| 11. Mai 2023 | Zweites Halbfinale   | 21:00 Uhr | Kommentar: Peter Urban | 0,62 Mio.                                    | 0,30 Mio. | 2,8 %     | 5,6 %       |             |
| 13. Mai 2023 | ESC – der Countdown  | 20:15 Uhr |                        | Moderation: Barbara Schöneberger             | 3,71 Mio. | 1,31 Mio. | 15,7 %      | 26,5 %      |
| 13. Mai 2023 | Finale aus Liverpool | 21:00 Uhr |                        | Kommentar: Peter Urban Punktesprecher: Elton | 7,96 Mio. | 3,48 Mio. | 38,4 %      | 57,5 %      |
| 14. Mai 2023 | ESC – die Aftershow  | 01:00 Uhr |                        | Moderation: Barbara Schöneberger             | 2,75 Mio. | 1,11 Mio. | 36,4 %      | 43,2 %      |

| Datum        | Sendung | Uhrzeit   | Radiosender | Moderation/Kommentar      |
| ------------ | ------- | --------- | ----------- | ------------------------- |
| 13. Mai 2023 | Finale  | 21:00 Uhr |             | Amelie Ernst, Max Spallek |

#### Österreich
Die beiden Halbfinale wurden im TV auf ORF 1 sowie in der TVThek übertragen. Zudem wurde vor den Halbfinalen wie in den Vorjahren die Sendung Mr. Song Contest proudly presents ausgestrahlt.
Im Radio sowie einem Video-Livestream auf der Sender-Webseite wurde das Finale auf FM4 gesendet und von den deutschen Entertainern Jan Böhmermann und Olli Schulz kommentiert.
| Datum        | Sendung                           | Uhrzeit   | Fernsehsender        | Moderation/Kommentar | Zuschauer | Marktanteil |
| ------------ | --------------------------------- | --------- | -------------------- | -------------------- | --------- | ----------- |
| 9. Mai 2023  | Mr. Song Contest proudly presents | 20:15 Uhr |                      | Andi Knoll           | 225 Tsd.  | 9,0 %       |
| 9. Mai 2023  | Erstes Halbfinale                 | 21:00 Uhr | 305 Tsd.             | Andi Knoll           | 13,8 %    |             |
| 11. Mai 2023 | Mr. Song Contest proudly presents | 20:15 Uhr | 305 Tsd.             | Andi Knoll           | 12,0 %    |             |
| 11. Mai 2023 | Zweites Halbfinale                | 21:00 Uhr | 570 Tsd.             | Andi Knoll           | 23,8 %    |             |
| 13. Mai 2023 | ESC – der Countdown               | 20:15 Uhr | Barbara Schöneberger | 701 Tsd.             | 27,0 %    |             |
| 13. Mai 2023 | Finale aus Liverpool              | 21:00 Uhr | Andi Knoll           | 1,079 Mio.           | 49,6 %    |             |
| 14. Mai 2023 | ESC – die Aftershow               | 00:45 Uhr | Barbara Schöneberger | 280 Tsd.             | 37,0 %    |             |

| Datum        | Sendung            | Uhrzeit   | Radiosender | Moderation/Kommentar                           |
| ------------ | ------------------ | --------- | ----------- | ---------------------------------------------- |
| 11. Mai 2023 | Zweites Halbfinale | 20:04 Uhr |             | Sonja Kleindienst, Ilona Doppler und Rudi Oman |
| 13. Mai 2023 | Finale             | 20:04 Uhr |             | Sonja Kleindienst, Ilona Doppler und Rudi Oman |
| 13. Mai 2023 | Finale             | 21:00 Uhr |             | Jan Böhmermann & Olli Schulz                   |

#### Schweiz
In allen drei Teilen der Schweiz (deutschsprachig, französischsprachig, italienischsprachig) wurden beide Halbfinale auf den zweiten Programmen SRF zwei, RTS 2 und RSI LA 2 und das Finale auf den ersten Programmen SRF 1, RTS 1 und RSI LA 1 übertragen.
Zudem wurde das Finale im Radio auf SRF 3 übertragen.
| Datum        | Sendung              | Uhrzeit   | Fernsehsender        | Moderation/Kommentar                                 | Zuschauer | Zuschauer | Marktanteil | Marktanteil |
| Datum        | Sendung              | Uhrzeit   | Fernsehsender        | Moderation/Kommentar                                 | Gesamt    | 15–59 J.  | Gesamt      | 15–59 J.    |
| ------------ | -------------------- | --------- | -------------------- | ---------------------------------------------------- | --------- | --------- | ----------- | ----------- |
| Deutsch      |                      |           |                      |                                                      |           |           |             |             |
| 9. Mai 2023  | Erstes Halbfinale    | 21:00 Uhr |                      | Sven Epiney                                          | 277 Tsd.  | 158 Tsd.  | 25,4 %      | 30,9 %      |
| 11. Mai 2023 | Zweites Halbfinale   | 21:00 Uhr | Sven Epiney          | 109 Tsd.                                             | 56 Tsd.   | 11,5 %    | 12,7 %      |             |
| 13. Mai 2023 | ESC – der Countdown  | 20:15 Uhr |                      | Barbara Schöneberger                                 | 286 Tsd.  | 145 Tsd.  | 25,0 %      | 28,9 %      |
| 13. Mai 2023 | Finale aus Liverpool | 21:00 Uhr | Sven Epiney          | 474 Tsd.                                             | 261 Tsd.  | 48,9 %    | 52,9 %      |             |
| 14. Mai 2023 | ESC – die Aftershow  | 00:45 Uhr | Barbara Schöneberger | 125 Tsd.                                             | 87 Tsd.   | 49,0 %    | 53,8 %      |             |
| Französisch  |                      |           |                      |                                                      |           |           |             |             |
| 9. Mai 2023  | Erstes Halbfinale    | 21:00 Uhr |                      | Jean-Marc Richard, Nicolas Tanner & Priscilla Formaz |           |           |             |             |
| 11. Mai 2023 | Zweites Halbfinale   | 21:00 Uhr |                      | Jean-Marc Richard, Nicolas Tanner & Priscilla Formaz |           |           |             |             |
| 13. Mai 2023 | Finale aus Liverpool | 21:00 Uhr |                      | Jean-Marc Richard, Nicolas Tanner & Priscilla Formaz |           |           |             |             |
| Italienisch  |                      |           |                      |                                                      |           |           |             |             |
| 9. Mai 2023  | Erstes Halbfinale    | 21:05 Uhr |                      | Ellis Cavallini & Gian-Andrea Costa                  |           |           |             |             |
| 11. Mai 2023 | Zweites Halbfinale   | 21:00 Uhr |                      | Ellis Cavallini & Gian-Andrea Costa                  |           |           |             |             |
| 13. Mai 2023 | Finale aus Liverpool | 21:00 Uhr |                      | Ellis Cavallini & Gian-Andrea Costa                  |           |           |             |             |

| + Übertragungen im schweizerischen Radio | Datum  | Sendung   | Uhrzeit | Radiosender                  | Moderation/Kommentar |
| Deutsch                                  |        |           |         |                              |                      |
| 13. Mai 2023                             | Finale | 20:00 Uhr |         | Jasmin Barbiero & Eric Dauer |                      |

### Andere Länder

#### Fernsehübertragung
| Staat                      | Erstes Halbfinale      | Erstes Halbfinale                                    | Zweites Halbfinale     | Zweites Halbfinale                                   | Finale                 | Finale                                               |
| Staat                      | Sender                 | Moderation/Kommentar                                 | Sender                 | Moderation/Kommentar                                 | Sender                 | Moderation/Kommentar                                 |
| Teilnehmende Staaten       | Teilnehmende Staaten   | Teilnehmende Staaten                                 | Teilnehmende Staaten   | Teilnehmende Staaten                                 | Teilnehmende Staaten   | Teilnehmende Staaten                                 |
| -------------------------- | ---------------------- | ---------------------------------------------------- | ---------------------- | ---------------------------------------------------- | ---------------------- | ---------------------------------------------------- |
| Albanien                   | RTSH 1                 | Andri Xhahu                                          | RTSH 1                 | Andri Xhahu                                          | RTSH 1                 | Andri Xhahu                                          |
| Albanien                   | RTSH Muzikë            | Andri Xhahu                                          | RTSH Muzikë            | Andri Xhahu                                          | RTSH Muzikë            | Andri Xhahu                                          |
| Armenien                   | ARMTV                  | Hrachuhi Utmazyan & Hamlet Arakelyan                 | ARMTV                  | Hrachuhi Utmazyan & Hamlet Arakelyan                 | ARMTV                  | Hrachuhi Utmazyan & Hamlet Arakelyan                 |
| Aserbaidschan              | İTV                    | Azər Süleymanlı                                      | İTV                    | Azər Süleymanlı                                      | İTV                    | Azər Süleymanlı                                      |
| Australien                 | SBS                    | Myf Warhurst & Joel Creasey                          | SBS                    | Myf Warhurst & Joel Creasey                          | SBS                    | Myf Warhurst & Joel Creasey                          |
| Belgien                    | VRT 1                  | Peter Van de Veire                                   | VRT 1                  | Peter Van de Veire                                   | VRT 1                  | Peter Van de Veire                                   |
| Belgien                    | Tipik                  | Jean-Louis Lahaye & Maureen Louys                    | La Une                 | Jean-Louis Lahaye & Maureen Louys                    | La Une                 | Jean-Louis Lahaye & Maureen Louys                    |
| Dänemark                   | DR1                    | Nicolai Molbech                                      | DR1                    | Nicolai Molbech                                      | DR1                    | Nicolai Molbech                                      |
| Estland                    | ETV                    | Marko Reikop                                         | ETV                    | Marko Reikop                                         | ETV                    | Marko Reikop                                         |
| Estland                    | ETV+                   | Aleksandr Hobotov & Julia Kalenda (Russisch)         | ETV+                   | Aleksandr Hobotov & Julia Kalenda (Russisch)         | ETV+                   | Aleksandr Hobotov & Julia Kalenda (Russisch)         |
| Finnland                   | Yle TV1                | Mikko Silvennoinen                                   | Yle TV1                | Mikko Silvennoinen                                   | Yle TV1                | Mikko Silvennoinen                                   |
| Finnland                   | Yle Areena (Mediathek) | Eva Frantz & Johan Lindroos (Schwedisch)             | Yle Areena (Mediathek) | Eva Frantz & Johan Lindroos (Schwedisch)             | Yle Areena (Mediathek) | Eva Frantz & Johan Lindroos (Schwedisch)             |
| Finnland                   | Yle Areena (Mediathek) | Aslak Paltto (Nordsamisch)                           | Yle Areena (Mediathek) | Aslak Paltto (Nordsamisch)                           | Yle Areena (Mediathek) | Aslak Paltto (Nordsamisch)                           |
| Finnland                   | Yle Areena (Mediathek) | Heli Huovinen (Inarisamisch)                         | Yle Areena (Mediathek) | Heli Huovinen (Inarisamisch)                         | Yle Areena (Mediathek) | Heli Huovinen (Inarisamisch)                         |
| Finnland                   | Yle Areena (Mediathek) | Levan Tvaltvadze (Russisch)                          |                        |                                                      | Yle Areena (Mediathek) | Levan Tvaltvadze (Russisch)                          |
| Finnland                   | Yle Areena (Mediathek) | Galyna Sergeyeva (Ukrainisch)                        |                        |                                                      | Yle Areena (Mediathek) | Galyna Sergeyeva (Ukrainisch)                        |
| Frankreich                 | Culturebox             | Anggun & André Manoukain                             | Culturebox             | Anggun & André Manoukain                             | France 2               | Stéphane Bern & Laurence Boccolini                   |
| Georgien                   | 1TV                    | Nika Lobiladze                                       | 1TV                    | Nika Lobiladze                                       | 1TV                    | Nika Lobiladze                                       |
| Griechenland               | ERT1                   | Maria Kozakou & Jenny Melita                         | ERT1                   | Maria Kozakou & Jenny Melita                         | ERT1                   | Maria Kozakou & Jenny Melita                         |
| Irland                     | RTÉ One                | Marty Whelan                                         | RTÉ2                   | Marty Whelan                                         | RTÉ One                | Marty Whelan                                         |
| Island                     | RÚV 1                  | Gísli Marteinn Baldursson                            | RÚV 1                  | Gísli Marteinn Baldursson                            | RÚV 1                  | Gísli Marteinn Baldursson                            |
| Island                     | RÚV 2                  | Gísli Marteinn Baldursson                            | RÚV 2                  | Gísli Marteinn Baldursson                            | RÚV 2                  | Gísli Marteinn Baldursson                            |
| Israel                     | Kan 11                 | Asaf Liberman & Akiva Novick                         | Kan 11                 | Asaf Liberman & Akiva Novick                         | Kan 11                 | Asaf Liberman & Akiva Novick                         |
| Italien                    | Rai 2                  | Gabriele Corsi & Mara Maionchi                       | Rai 2                  | Gabriele Corsi & Mara Maionchi                       | Rai 1                  | Gabriele Corsi & Mara Maionchi                       |
| Kroatien                   | HTV 1                  | Duško Ćurlić                                         | HTV 1                  | Duško Ćurlić                                         | HTV 1                  | Duško Ćurlić                                         |
| Lettland                   | LTV1                   | Toms Grēviņš                                         | LTV1                   | Toms Grēviņš                                         | LTV1                   | Toms Grēviņš & Lauris Reiniks                        |
| Litauen                    | LRT televizija         | Ramūnas Zilnys                                       | LRT televizija         | Ramūnas Zilnys                                       | LRT televizija         | Ramūnas Zilnys                                       |
| Malta                      | TVM                    | Kein Kommentar                                       | TVM                    | Kein Kommentar                                       | TVM                    | Kein Kommentar                                       |
| Moldau                     | TRM 1                  | Ion Jalbă                                            | TRM 1                  | Ion Jalbă                                            | TRM 1                  | Ion Jalbă                                            |
| Niederlande                | NPO 1                  | Cornald Maas & Jan Smit                              | NPO 1                  | Cornald Maas & Jan Smit                              | NPO 1                  | Cornald Maas & Jan Smit                              |
| Niederlande                | BVN                    | Cornald Maas & Jan Smit                              | BVN                    | Cornald Maas & Jan Smit                              | BVN                    | Cornald Maas & Jan Smit                              |
| Norwegen                   | NRK1                   | Marte Stokstad                                       | NRK1                   | Marte Stokstad                                       | NRK1                   | Marte Stokstad                                       |
| Polen                      | TVP1                   | Aleksander Sikora & Marek Sierocki                   | TVP1                   | Aleksander Sikora & Marek Sierocki                   | TVP1                   | Aleksander Sikora & Marek Sierocki                   |
| Polen                      | TVP Polonia            | Aleksander Sikora & Marek Sierocki                   | TVP Polonia            | Aleksander Sikora & Marek Sierocki                   | TVP Polonia            | Aleksander Sikora & Marek Sierocki                   |
| Portugal                   | RTP1                   | José Carlos Malato & Nuno Galopim                    | RTP1                   | José Carlos Malato & Nuno Galopim                    | RTP1                   | José Carlos Malato & Nuno Galopim                    |
| Portugal                   | RTP Internacional      | José Carlos Malato & Nuno Galopim                    | RTP Internacional      | José Carlos Malato & Nuno Galopim                    | RTP Internacional      | José Carlos Malato & Nuno Galopim                    |
| Portugal                   | RTP África             | José Carlos Malato & Nuno Galopim                    | RTP África             | José Carlos Malato & Nuno Galopim                    | RTP África             | José Carlos Malato & Nuno Galopim                    |
| Rumänien                   | TVR 1                  | Bogdan Stănescu & Kyrie Mendel                       | TVR 1                  | Bogdan Stănescu & Kyrie Mendel                       | TVR 1                  | Bogdan Stănescu & Kyrie Mendel                       |
| Rumänien                   | TVRi                   | Bogdan Stănescu & Kyrie Mendel                       | TVRi                   | Bogdan Stănescu & Kyrie Mendel                       | TVRi                   | Bogdan Stănescu & Kyrie Mendel                       |
| San Marino                 | San Marino RTV         | Lia Fiorio & Gigi Restivo                            | San Marino RTV         | Lia Fiorio & Gigi Restivo                            | San Marino RTV         | Lia Fiorio & Gigi Restivo                            |
| Schweden                   | SVT 1                  | Edward af Sillén                                     | SVT 1                  | Edward af Sillén                                     | SVT 1                  | Edward af Sillén & Måns Zelmerlöw                    |
| Serbien                    | RTS 3                  | Duška Vučinić                                        | RTS 3                  | Duška Vučinić                                        | RTS 1                  | Duška Vučinić                                        |
| Serbien                    | RTS Svet               | Duška Vučinić                                        | RTS Svet               | Duška Vučinić                                        | RTS Svet               | Duška Vučinić                                        |
| Slowenien                  | TV SLO 2               | Andrej Hofer                                         | TV SLO 2               | Andrej Hofer                                         | TV SLO 1               | Andrej Hofer                                         |
| Spanien                    | La 2                   | Tony Aguilar & Julia Varela                          | La 1                   | Tony Aguilar & Julia Varela                          | La 1                   | Tony Aguilar & Julia Varela                          |
| Spanien                    | TVE Internacional      | Tony Aguilar & Julia Varela                          | TVE Internacional      | Tony Aguilar & Julia Varela                          | TVE Internacional      | Tony Aguilar & Julia Varela                          |
| Tschechien                 | ČT2                    | Jan Maxián                                           | ČT2                    | Jan Maxián                                           | ČT2                    | Jan Maxián                                           |
| Ukraine                    | UA:Kultura             | Timur Miroschnytschenko                              | UA:Kultura             | Timur Miroschnytschenko                              | UA:Kultura             | Timur Miroschnytschenko                              |
| Vereinigtes Königreich     | BBC One                | Scott Mills & Rylan Clark                            | BBC One                | Scott Mills & Rylan Clark                            | BBC One                | Graham Norton & Mel Giedroyc                         |
| Zypern                     | RIK 1                  | Melina Karageorgiou & Alexandros Taramountas         | RIK 1                  | Melina Karageorgiou & Alexandros Taramountas         | RIK 1                  | Melina Karageorgiou & Alexandros Taramountas         |
| Zypern                     | RIK Sat                | Melina Karageorgiou & Alexandros Taramountas         | RIK Sat                | Melina Karageorgiou & Alexandros Taramountas         | RIK Sat                | Melina Karageorgiou & Alexandros Taramountas         |
| Nicht teilnehmende Staaten |                        |                                                      |                        |                                                      |                        |                                                      |
| Chile                      |                        |                                                      |                        |                                                      | Canal 13               | Sergio Lagos & Rayén Araya                           |
| Färöer                     | KVF                    | Nicolai Molbech (Dänisch)                            | KVF                    | Nicolai Molbech (Dänisch)                            | KVF                    | Nicolai Molbech (Dänisch)                            |
| Färöer                     | KVF                    | Gunnar Nolsøe & Siri Súsonnudóttir Hansen (Färöisch) | KVF                    | Gunnar Nolsøe & Siri Súsonnudóttir Hansen (Färöisch) | KVF                    | Gunnar Nolsøe & Siri Súsonnudóttir Hansen (Färöisch) |
| Kosovo                     | RTK                    | Jeta Çitaku & Ylber Asllanaj (Albanisch)             | RTK                    | Jeta Çitaku & Ylber Asllanaj (Albanisch)             | RTK                    | Jeta Çitaku & Ylber Asllanaj (Albanisch)             |
| Luxemburg                  |                        |                                                      |                        |                                                      | RTL Today (Streaming)  | N/A                                                  |
| Montenegro                 | TV CG 2                | Dražen Bauković & Tijana Mišković                    | TV CG 2                | Dražen Bauković & Tijana Mišković                    | TV CG 2                | Dražen Bauković & Tijana Mišković                    |
| Nordmazedonien             | MRT 1                  | Aleksandra Jovanovska & Eli Tanaskovska              | MRT 1                  | Aleksandra Jovanovska & Eli Tanaskovska              | MRT 1                  | Aleksandra Jovanovska & Eli Tanaskovska              |
| Vereinigte Staaten         | Peacock                | Kein Kommentar                                       | Peacock                | Kein Kommentar                                       | Peacock                | Johnny Weir                                          |

#### Hörfunkübertragung
| Staat                      | Erstes Halbfinale     | Erstes Halbfinale                                       | Zweites Halbfinale    | Zweites Halbfinale                                      | Finale                | Finale                                                        |
| Staat                      | Sender                | Moderation/Kommentar                                    | Sender                | Moderation/Kommentar                                    | Sender                | Moderation/Kommentar                                          |
| Teilnehmende Staaten       | Teilnehmende Staaten  | Teilnehmende Staaten                                    | Teilnehmende Staaten  | Teilnehmende Staaten                                    | Teilnehmende Staaten  | Teilnehmende Staaten                                          |
| -------------------------- | --------------------- | ------------------------------------------------------- | --------------------- | ------------------------------------------------------- | --------------------- | ------------------------------------------------------------- |
| Albanien                   | Radio Tirana          | Andri Xhahu                                             | Radio Tirana          | Andri Xhahu                                             | Radio Tirana          | Andri Xhahu                                                   |
| Belgien                    |                       |                                                         |                       |                                                         | Radio 2               | Peter Van de Veire                                            |
| Belgien                    | VivaCité              | Jean-Louis Lahaye & Maureen Louys                       | VivaCité              | Jean-Louis Lahaye & Maureen Louys                       | VivaCité              | Jean-Louis Lahaye & Maureen Louys                             |
| Finnland                   | Radio Suomi           | Mikko Silvennoinen                                      | Radio Suomi           | Mikko Silvennoinen                                      | Radio Suomi           | Mikko Silvennoinen                                            |
| Finnland                   | YleX                  | Mikko Silvennoinen                                      |                       |                                                         | YleX                  | Mikko Silvennoinen                                            |
| Finnland                   | Yle X3M               | Eva Frantz & Johan Lindroos (Schwedisch)                | Yle X3M               | Eva Frantz & Johan Lindroos (Schwedisch)                | Yle X3M               | Eva Frantz & Johan Lindroos (Schwedisch)                      |
| Griechenland               | Deftero Programma     | Dimitris Meidanis, Maria Kozakou & Jenny Melita         | Deftero Programma     | Dimitris Meidanis, Maria Kozakou & Jenny Melita         | Deftero Programma     | Dimitris Meidanis, Maria Kozakou & Jenny Melita               |
| Israel                     | Kan 88                | Asaf Liberman, Akiva Novick & Doron Medalie             | Kan 88                | Asaf Liberman, Akiva Novick & Doron Medalie             | Kan Tarbut            | Asaf Liberman, Akiva Novick & Doron Medalie                   |
| Irland                     | RTÉ 2fm               | Neil Doherty and Zbyszek Zalinski                       |                       |                                                         | RTÉ 2fm               | Neil Doherty and Zbyszek Zalinski                             |
| Italien                    | Rai Radio 2           | Mariolina Simone, Diletta Parlangeli & Saverio Raimondo | Rai Radio 2           | Mariolina Simone, Diletta Parlangeli & Saverio Raimondo | Rai Radio 2           | Mariolina Simone, Diletta Parlangeli & Saverio Raimondo       |
| Litauen                    | LRT Radijas           | Ramūnas Zilnys                                          | LRT Radijas           | Ramūnas Zilnys                                          | LRT Radijas           | Ramūnas Zilnys                                                |
| Moldau                     | Radio Moldova         | Ion Jalbă                                               | Radio Moldova         | Ion Jalbă                                               | Radio Moldova         | Ion Jalbă                                                     |
| Moldau                     | Radio Moldova Muzical | Ion Jalbă                                               | Radio Moldova Muzical | Ion Jalbă                                               | Radio Moldova Muzical | Ion Jalbă                                                     |
| Niederlande                |                       |                                                         |                       |                                                         | NPO Radio 2           | Wouter van der Goes & Frank van 't Hof                        |
| Schweden                   | SR P4                 | Carolina Norén                                          | SR P4                 | Carolina Norén                                          | SR P4                 | Carolina Norén                                                |
| Serbien                    | Radio Belgrad 1       | TBA                                                     |                       |                                                         |                       |                                                               |
| Slowenien                  |                       |                                                         | Radio Val 202         | Maja Stepančič, Maruša Kerec & Neja Jerant              | Radio Val 202         | Maja Stepančič, Maruša Kerec & Neja Jerant                    |
| Slowenien                  | Radio Maribor         | Radio Maribor                                           |                       | Maja Stepančič, Maruša Kerec & Neja Jerant              |                       | Maja Stepančič, Maruša Kerec & Neja Jerant                    |
| Spanien                    |                       |                                                         |                       |                                                         | Radio Nacional        | David Asensio, Imanol Durán, Irene Vaquero & Ángela Fernández |
| Ukraine                    | Radio Promin          | Timur Miroschnytschenko                                 | Radio Promin          | Timur Miroschnytschenko                                 | Radio Promin          | Timur Miroschnytschenko                                       |
| Vereinigtes Königreich     | BBC Radio 2           | Paddy O’Connell                                         | BBC Radio 2           | Paddy O’Connell                                         | BBC Radio 2           | Scott Mills & Rylan Clark                                     |
| Vereinigtes Königreich     | BBC Radio Merseyside  | Paddy O’Connell                                         | BBC Radio Merseyside  | Paddy O’Connell                                         | BBC Radio Merseyside  | Claire Sweeney & Paul Quinn                                   |
| Vereinigtes Königreich     | BBC Red Button        | Paddy O’Connell                                         | BBC Red Button        | Paddy O’Connell                                         | BBC Radio Merseyside  | Claire Sweeney & Paul Quinn                                   |
| Nicht teilnehmende Staaten |                       |                                                         |                       |                                                         |                       |                                                               |
| Slowakei                   |                       |                                                         |                       |                                                         | Rádio FM              | Daniel Baláž, Lucia Haverlík, Pavol Hubinák & Juraj Malíček   |

## Eurovision Preview Partys

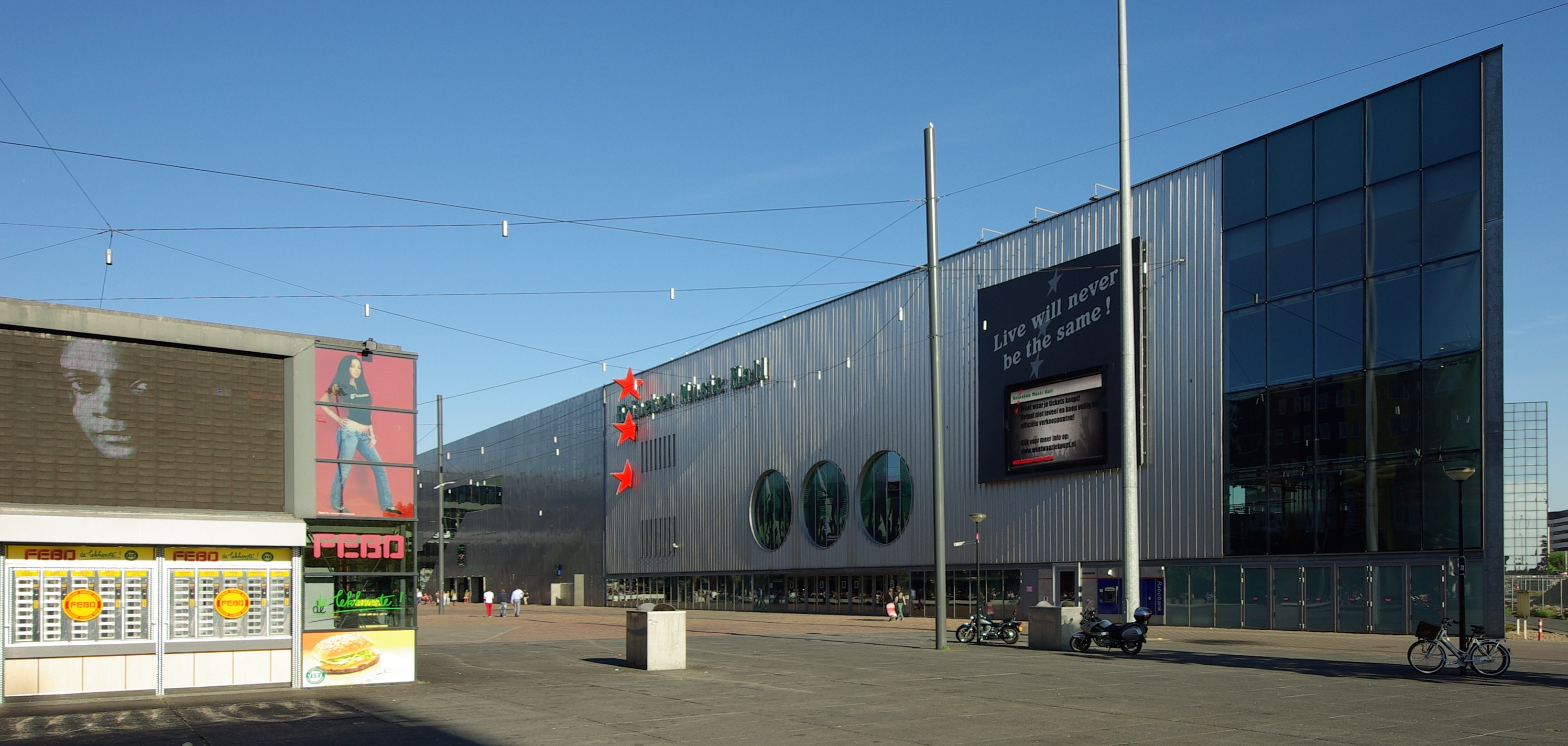
AFAS Live, Austragungsort des Eurovision In Concert

Jedes Jahr gibt es vor dem eigentlichen ESC noch einige Promotion-Events, wo sich die Teilnehmer im Ausland der Presse und den Fans präsentieren. Dazu dienen die Preview Partys (dt.: Vorschau-Feiern), die allerdings keine Pflichtveranstaltungen für die Teilnehmer des Eurovision Song Contests darstellen. Für 2023 waren fünf dieser Veranstaltungen geplant.

### Barcelona Eurovision Party 2023
Die zweite Barcelona Preview Party fand vom 23. bis zum 25. März 2023 in Barcelona statt. Moderiert wurde die Show von Sharonne, Teilnehmerin am Benidorm Fest 2023, Giuseppe Di Bella, der beim Eurovision Song Contest 2015 gemeinsam mit Edurne auftrat, und Alex Marteen, einer Drag-Queen.

Insgesamt nahmen 13 Länder teil. Ursprünglich sollten auch Teya & Salena auftreten, jedoch mussten diese krankheitsbedingt absagen.
- Gustaph
- Iru
- Wild Youth
- Diljá
- Sudden Lights
- Monika Linkytė
- Pasha Parfeny
- Mimicat
- Piqued Jacks
- Joker Out
- Blanca Paloma
- Mae Muller
- Tvorchi

Als Gäste traten zudem auf:
- Barei (Spanien 2016)
- Beth (Spanien 2003)
- Destiny (Malta 2020 & 2021, Gewinnerin des JESC 2015 für Malta)
- E’Femme (Benidorm Fest 2023)
- Efendi (Aserbaidschan 2020 & 2021)
- Eva Santamaría (Spanien 1993)
- Famous (Benidorm Fest 2023)
- José Otero (Benidorm Fest 2023)
- Megara (Benidorm Fest 2023)
- Poli Genova (Bulgarien 2011 & 2016)
- Ronela Hajati (Albanien 2022, Una voce per San Marino 2023)
- Rosa López (Spanien 2002)
- Ruslana (Gewinnerin des ESC 2004 für die Ukraine)
- Siderland (Benidorm Fest 2023)
- Susanne Georgi (Andorra 2009)
- Suzy (Portugal 2014)
- WRS (Rumänien 2022)

### Polish Eurovision Party 2023
Die Polish Eurovision Party fand am 1. April 2023 in Warschau erstmals statt. Die Veranstaltung wurde von Konrad Zemlik und Poli Genowa gemeinsam moderiert.

Insgesamt nahmen 14 Länder teil:
- Albina & Familja Kelmendi
- Reiley
- Alika
- Diljá
- Let 3
- Wild Youth
- Sudden Lights
- Monika Linkytė
- The Busker
- Pasha Parfeny
- Piqued Jacks
- Joker Out
- Vesna
- Mae Muller

Als Gäste traten zudem auf:
- Anne-Marie David (Gewinnerin des ESC 1973 für Luxemburg, Frankreich 1979)
- Eye Cue (Nordmazedonien 2018)
- Felivers (Tu bije serce Europy 2023)
- Filip Baloš (Pesma za Evroviziju 2023)
- Gromee (Polen 2018)
- Inis Neziri (Festivali i Këngës 2017 & 2020)
- Jamala (Gewinnerin des ESC 2016 für die Ukraine)
- Krystian Ochman (Polen 2022)
- Kuba Szmajkowski (Tu bije serce Europy 2022 & 2023)
- Lindsay Dracass (Vereinigtes Königreich 2001)
- Mélovin (Ukraine 2018)
- Poli Genowa (Moderatorin; Bulgarien 2011 & 2016)
- Oceana (Unser Song für Dänemark 2014)
- Senhit (San Marino 2011, 2020 & 2021)
- Slavko (Montenegro 2017)
- SunStroke Project (Moldawien 2010 & 2017)
- Suzy (Portugal 2014)
- Viki Gabor (Gewinnerin des JESC 2019 für Polen)

### Israel Calling 2023
Israel Calling 2023 (dt.: Israel ruft 2023) fand vom 2. bis 4. April 2023 statt, wobei das Hauptkonzert am 3. April im Hangar 11 im Hafen von Tel Aviv stattfand. Während drei Tagen nahmen die Teilnehmer auch an verschiedenen Aktivitäten in Israel teil, wie zum Beispiel dem Pflanzen eines Baumes. Das Hauptkonzert wurde von Dafna Dekel und Sigal Shachmon moderiert, die zuvor den Eurovision Song Contest 1999 moderiert hatten. Das Hauptkonzert wurde zudem am 8. April auf YouTube übertragen.

Insgesamt nahmen 18 Länder teil:
- Albina & Familja Kelmendi
- TuralTuranX
- Reiley
- Alika
- Iru
- Wild Youth
- Let 3
- Sudden Lights
- Monika Linkytė
- The Busker
- Pasha Parfeny
- Blanka
- Piqued Jacks
- Luke Black
- Joker Out
- Blanca Paloma
- Vesna
- Tvorchi

Als Gäste traten zudem auf:
- Anne-Marie David (Gewinnerin des ESC 1973 für Luxemburg, Frankreich 1979)
- Eden Alene (Israel 2020 & 2021)
- Ilanit (Israel 1973 & 1977)
- Imri (Israel 2017)
- Johnny Logan (Gewinner des ESC 1980 & 1987 für Irland)
- Katrina Leskanich (Gewinnerin des ESC 1997 für das Vereinigte Königreich)
- Mei Feingold (Israel 2014)
- Shlomit Aharon (Israel 1981)

### PrePartyES 2023
Die siebte Ausgabe der PrePartyES fand am 7. und 8. April 2023 in Madrid statt. Bis zu 50 Interpreten wurden angekündigt sowie 16 Stunden Konzertzeit inklusive einiger Partys. Soraya (Spanien 2009) moderierte das Eröffnungskonzert der Veranstaltung am 7. April, während Ruslana (Gewinnerin des ESC 2004 für die Ukraine), SuRie (Vereinigtes Königreich 2018) und Víctor Escudero das Hauptkonzert am 8. April moderierten.
Es nahmen 28 Länder an der Veranstaltung teil:
- Brunette
- Voyager
- Gustaph
- Reiley
- Lord of the Lost (live-on-tape)[224]
- Alika
- Käärijä
- La Zarra
- Iru
- Wild Youth
- Let 3
- Sudden Lights
- Monika Linkytė
- The Busker
- Pasha Parfeny
- Mia Nicolai & Dion Cooper
- Alessandra
- Teya & Salena
- Blanka
- Mimicat
- Piqued Jacks
- Luke Black
- Loreen
- Joker Out
- Blanca Paloma
- Remo Forrer
- Vesna
- Mae Muller

Als Gäste traten zudem auf:
- Alfred García (Spanien 2018 & Benidorm Fest 2023)
- Cláudia Pascoal (Portugal 2018 & Festival da Canção 2023)
- Diodato (Italien 2020)
- D'Nash (Spanien 2007)
- E’Femme (Benidorm Fest 2023)
- Famous (Benidorm Fest 2023)
- Fusa Nocta (Benidorm Fest 2023)
- Ivi Adamou (Zypern 2012)
- José Otero (Benidorm Fest 2023)
- Kaliopi (Nordmazedonien 2012 & 2016)
- Karina (Spanien 1971)
- Karmento (Benidorm Fest 2023)
- Konstrakta (Serbien 2022)
- Megara (Benidorm Fest 2023)
- Meler (Benidorm Fest 2023)
- Poli Genowa (Bulgarien 2011 & 2016)
- Rakky Ripper (Benidorm Fest 2023)
- Siderland (Benidorm Fest 2023)
- Sofía Martín (Benidorm Fest 2023)
- Soleá (Spanien JESC 2020)
- Twin Melody (Benidorm Fest 2023)
- Vicco (Benidorm Fest 2023)

### Eurovision in Concert 2023
Das Eurovision in Concert 2023 fand am 15. April 2023 im AFAS Live in Amsterdam statt. Es war die 19. Ausgabe dieser Veranstaltung. Moderiert wurde die Show vom niederländischen ESC-Kommentator Cornald Maas, der die Veranstaltung bereits in der Vergangenheit häufiger moderierte, und von der TV-Moderatorin Hila Noorzai.
27 Länder nahmen an der Veranstaltung teil. Ursprünglich sollte auch Blanka an der Veranstaltung teilnehmen, jedoch musste sie ihre Teilnahme krankheitsbedingt absagen. La Zarra sagte ihre Teilnahme aus persönlichen Gründen ab.
- Albina & Familja Kelmendi
- Brunette
- TuralTuranX
- Voyager
- Gustaph
- Reiley
- Lord of the Lost
- Alika
- Käärijä
- Wild Youth
- Diljá
- Sudden Lights
- Monika Linkytė
- The Busker
- Pasha Parfeny
- Mia Nicolai & Dion Cooper
- Alessandra
- Teya & Salena
- Theodor Andrei
- Piqued Jacks
- Loreen
- Joker Out
- Blanca Paloma
- Remo Forrer
- Vesna
- Mae Muller
- Tvorchi

Als Gast trat zudem auf:
- Katrina Leskanich (Gewinnerin des ESC 1997 für das Vereinigte Königreich)

### London Eurovision Party 2023
Am 16. April 2023 fand die London Eurovision Party statt. Austragungsort war das Here at Outernet. Dabei handelt es sich um einen neu eröffneten Konzertkomplex mit einer Kapazität von ca. 2000 Besuchern im Londoner West End. Die Moderation übernahmen Nicki French (Vereinigtes Königreich 2000) und Paddy O’Connell.
22 Länder nahmen an der Veranstaltung teil. Ursprünglich sollte auch Blanka an der Veranstaltung teilnehmen, jedoch musste sie ihre Teilnahme krankheitsbedingt absagen. La Zarra sagte ihre Teilnahme aus persönlichen Gründen ab.
- TuralTuranX
- Voyager
- Reiley
- Alika
- Käärijä
- Wild Youth
- Diljá
- Let 3
- Monika Linkytė
- The Busker
- Pasha Parfeny
- Alessandra
- Teya & Salena
- Mimicat
- Theodor Andrei
- Piqued Jacks
- Luke Black
- Loreen
- Joker Out
- Blanca Paloma
- Vesna
- Mae Muller

Als Gäste traten zudem auf:
- Tamara Todevska (Nordmazedonien 2008 & 2019)
- Senhit (San Marino 2011 & 2021)
- KEiiNO (Norwegen 2019)
- Freya Skye (Vereinigte Königreich JESC 2022)
- Mélovin (Ukraine 2018)
- Bilal Hassani (Frankreich 2019)
- Eldar Qasımov (Gewinner des ESC 2011 für Aserbaidschan)

## Nachwirkung
Im Bezug auf das schlechte Abschneiden des deutschen Beitrages am diesjährigen Song Contest, Blood & Glitter von Lord of the Lost, wurden vereinzelt Stimmen laut, in den kommenden Jahren dem Wettstreit fern zu bleiben. Thomas Gottschalk forderte, dass die ARD „den Geldhahn zudreht“ und schrieb, dass „Deutschland vom Rest Europas“ im Bezug auf die Endauswertung „verarscht“ werde. Trotz alledem wurde zwischenzeitlich bestätigt, dass Deutschland auch 2024 am Eurovision Song Contest teilnehmen werde.

## Trivia
- Der Eurovision Song Contest 2023 war die erste Austragung des Wettbewerbs ohne einen Beitrag mit einem Tonartwechsel. Zuvor hatte es bei jedem anderen ESC mindestens ein Lied mit dieser musikalischen Technik gegeben.[234]